# Phil Collins
Pour les articles homonymes, voir Collins.
Phil Collins (né le 30 janvier 1951 à Chiswick dans le borough londonien de Hounslow, en Angleterre) est un auteur-compositeur-interprète, acteur et producteur britannique. Connu en tant que batteur et chanteur du groupe Genesis, il a eu une carrière solo prolifique, de 1981 à 1996, il mène en parallèle ces deux carrières. C'est également un musicien accompli qui joue de plusieurs instruments : la batterie et les percussions sont ses instruments de base, mais il joue aussi des claviers, de la guitare et de la basse. 
Bercé par les rythmes soul et pop des années Motown et par les Beatles, Phil Collins commence sa carrière professionnelle de batteur en 1968, au sein du groupe Freehold avec lequel il produit un single Lying, Crying, Dying/The Sandman, Par la suite, il fonde un autre groupe, d'abord nommé Hickory, avec son ami Ronnie Caryl à la guitare, Brian Chatton aux claviers et Gordon Smith à la basse. Le groupe change ensuite de nom pour Flaming Youth et publie un album intitulé Ark 2. Malgré quelques apparitions télé et des critiques favorables, Flaming Youth se sépare en 1970. Peu de temps après, Phil Collins devient membre de Genesis, groupe de rock progressif fondé en 1967. À l'origine uniquement batteur et choriste de la formation, c'est à la suite du départ en 1975 du chanteur Peter Gabriel que Phil Collins devient par défaut, en 1976, la voix de Genesis. Le groupe s'adjoint un deuxième batteur pour les tournées (Bill Bruford en 1976, Chester Thompson à partir de 1977, et son propre fils Nicholas Collins à partir de 2020). À partir des succès tels que Follow You Follow Me en 1978, Genesis, réduit à un trio, connaît sa plus grande période de réussite commerciale jusqu'au début des années 1990. Encensé par le triomphe de sa carrière solo, il se détache de son poste au sein du groupe en 1996, dans lequel il est brièvement remplacé par Ray Wilson. Toutefois, Genesis se reforme avec Phil Collins en 2007 pour une grande tournée mondiale.
À partir de cette année, Phil Collins connaît des problèmes de santé depuis qu'il s'est blessé à la colonne vertébrale, ce qui l'empêche de jouer de la batterie. Après avoir annoncé sa retraite, il revient sur le devant de la scène en 2016. De 2017 à 2019, il repart en tournée avec son fils Nicholas. À l'automne 2021, Genesis est de retour avec la tournée The Last Domino? Tour, la dernière de la carrière de Phil Collins qui chante assis sur une chaise, accompagné par son fils Nicholas à la batterie. Le 23 avril 2018, il publie son autobiographie intitulée Not dead yet, dans laquelle il se livre simplement en faisant un retour sur sa carrière.
Ses chansons ayant connu le plus de succès sont : In the Air Tonight, Against All Odds, Another Day in Paradise, One More Night, Easy Lover, Something Happened on the Way to Heaven, Do You Remember?, Two Hearts, Take Me Home, Sussudio.
Phil Collins est récompensé par sept Grammy Awards, un Oscar et deux Golden Globes. Il a son étoile sur le Hollywood Walk of Fame.

## Biographie

### Jeunesse et débuts
Philip David Charles Collins naît le 30 janvier 1951 à Chiswick dans le borough londonien de Hounslow. Il commence à jouer de la batterie dès l'âge de 5 ans, de là débute une passion inconditionnelle pour tout ce qui est rythmique. Sa mère travaille dans une agence de théâtre, l'école Barbara Speake Stage School, ce qui lui permet de décrocher de petits rôles dans des pièces de théâtre, des feuilletons ou des publicités. Il a un frère, Clive, qui est illustrateur et une sœur, Carol, qui est patineuse professionnelle.
Phil Collins commence sa carrière très jeune en tant qu'enfant acteur et modèle. À l'âge de 12 ans, il joue Artful Dodger dans la production Oliver sur scène à Londres. Il fait ensuite une rapide apparition dans le film de Richard Lester A Hard Day's Night sous les traits d'un jeune fan dans la foule pendant une performance des Beatles, toutefois la scène ne sera pas retenue dans le montage. Cette expérience sur grand écran sera suivie par une autre tout aussi intéressante à la télévision alors qu'il joue dans la série Calamity the Cow, produite par la Children's Film Foundation. Il fait partie également des seconds rôles pour le film Chitty Chitty Bang Bang, la scène finale où des enfants courent vers le château sera coupée au montage. Malgré ces rôles, Phil Collins ne s'épanouit pas en tant qu'acteur. Sa passion reste la musique et ce à quoi il aspire est d'être batteur et en faire son métier. Plus tard, il se joint à un groupe,The Real Thing, avec Philip Gadd à la guitare, son frère Martin Gadd à la basse et Peter Newton au chant, tous des copains de Barbara Speake Stage School. Il obtient ensuite des engagements avec le groupe Charge avant de former Freehold, formé de John « Fluff » Hunt à la guitare et au chant, Les Mannering à la basse et au chant, Jeff Slater au chant et au tambourin et Phil Collins à la batterie et au chant, avec lesquels il écrira sa première chanson Lying, Crying, Dying en 1968.
À l'âge de 18 ans, avec son ami et complice le guitariste Ronnie Caryl, il accompagne le chanteur américain John Walker du groupe Walker Brothers en tournée en Grande-Bretagne. Les deux autres musiciens sont Gordon « Flash » Smith à la basse et l'ex-organiste des Warriors — ancien groupe de Jon Anderson —, Brian Chatton. Lorsque la tournée prend fin, les quatre jeunes musiciens décident de rester ensemble et de tenter leur chance, ils forment ainsi le groupe Hickory et enregistrent le 24 janvier 1969, un single Green Light/The Key qui sort chez CBS Records. Cette formation deviendra par la suite Flaming Youth, lorsqu'ils rencontrent les auteurs Ken Howard et Alan Blaikley qui leur proposent d'enregistrer un album. Le groupe signe chez Fontana Records et enregistre l'album Ark II en 1969, qui sera classé « Album du mois » par le magazine musical britannique Melody Maker. Il joue au London Planetarium pour le lancement de l'album en 1969. Après avoir donné quelques concerts, le groupe n'arrive plus à susciter l'intérêt tant de la part du public que des médias, et ce malgré l'ajout d'un nouveau musicien, l'organiste Rod Mayall, le frère de John Mayall, Flaming Youth finit par se séparer. La même année, Phil Collins obtient un petit rôle de vendeur de glace dans le film I Start Counting de David Greene sur un scénario de Richard Harris, toutefois il n'est pas crédité dans le générique.
En 1970, Phil Collins est invité en tant que musicien de session sur l'album de George Harrison, All Things Must Pass sur lequel il joue des congas sur la chanson Art Of Dying. Cependant, selon l'autobiographie du chanteur, Not dead yet, sa performance a finalement été rejetée.

### Carrière au sein de Genesis (1970-1977)

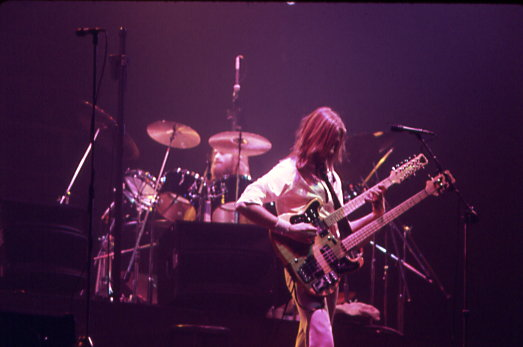
Mike Rutherford et sa guitare deux manches Shergold avec Phil Collins à la batterie lors du concert à Toronto le 3 juin 1977

Au milieu de l'année 1970, le groupe de rock progressif Genesis poste une annonce dans le magazine Melody Maker à la suite du départ de son batteur John Mayhew et de son guitariste Anthony Phillips : « Groupe cherche batteur sensible à la musique acoustique et un guitariste acoustique 12 cordes »,. À la suite de la lecture de l'annonce, Phil Collins et Ronnie Carryl se rendent à l'audition qui se déroule chez les parents du chanteur de Genesis, Peter Gabriel, dans le Surrey. Ils arrivent tôt ; Collins va nager dans la piscine tout en mémorisant les pièces musicales avant son audition. Il se souvient : « Ils ont mis Trespass, et mon impression initiale était d'une musique très douce et ronde, pas énervée, avec des harmonies vocales, et ça me faisait penser à Crosby, Stills et Nash. ». Collins réussit son audition et est choisi pour rejoindre le groupe en août 1970. Genesis prend ensuite deux semaines de vacances, durant lesquels Collins gagne de l'argent en tant que décorateur extérieur. Ronnie Caryl, quant à lui, est recalé lors des auditions pour la guitare. Il n'était pas un bon choix selon le bassiste Mike Rutherford, trouvant son approche trop blues pour le son du groupe, bien qu'il ait participé à un concert avec Genesis à la Grammar School de Aylesbury, le 16 décembre 1970 en remplacement de son guitariste de soutien Mick Barnard. Le groupe engage finalement Steve Hackett en 1971.
Avec cette nouvelle formation de Genesis, Phil Collins enregistre cinq albums (Nursery Cryme, Foxtrot, Genesis Live, Selling England by the Pound et The Lamb Lies Down on Broadway) en tant que batteur et second chanteur derrière Peter Gabriel sur de nombreux titres, et s'essaye même au chant sur For Absent Friends (sur Nursery Cryme) et More Fool Me (sur Selling England by the Pound).
En 1973, Collins et Hackett jouent sur le premier album solo, Two Sides of Peter Banks, du guitariste d'origine de Yes Peter Banks. En 1974, durant les sessions d'enregistrement de l'album The Lamb Lies Down on Broadway, Collins joue de la batterie sur le second album solo de Brian Eno Taking Tiger Mountain (By Strategy) alors que ce dernier avait précédemment contribué aux effets électroniques sur les chansons In the Cage et Grand Parade of Lifeless Packaging de l'album Lamb Lies Down on Broadway.
En 1975, Peter Gabriel quitte le groupe à l'issue de la tournée The Lamb Lies Down on Broadway. Dans un premier temps, Genesis met une annonce dans Melody Makers pour trouver un remplaçant au chant, laquelle aura plus de 400 réponses. Après avoir auditionné sans satisfaction les candidats pour le remplacer, les membres du groupe demandent à Phil Collins de passer au chant tout en restant le batteur du groupe. Ce dernier ayant déjà chanté auparavant avec les groupes Freehold et Flaming Youth ainsi qu'avec Genesis, il a donc une bonne expérience pour ce poste. Par contre, en concert, Genesis aura besoin d'un second batteur lorsque Collins chantera, ce dernier ne regagnant sa batterie que dans les passages ou titres instrumentaux. Ainsi, le groupe est désormais un quatuor pour l'enregistrement de l'album A Trick of the Tail avec Phil au chant et à la batterie. L'album est une réussite critique et commerciale, se classant en troisième position au Royaume-Uni et en trente et unième place aux États-Unis ; Rolling Stone écrit alors que Genesis a réussi à transformer la catastrophe possible du départ de Gabriel en son premier succès américain à grande échelle. En 1976, pour la tournée qui suit, Phil Collins accepte une offre de l'ancien batteur de Yes et King Crimson Bill Bruford pour jouer de la batterie avec Genesis pendant que le premier est au chant. L'année suivante, Chester Thompson remplace Bruford à la batterie lors des tournées du groupe et devient un des piliers du groupe en tournée ainsi qu'un des principaux musiciens d'accompagnement dans la future carrière solo de Phil Collins.
Wind and Wuthering est le dernier album de Genesis avant le départ de Hackett en 1977. Comme pour le départ de Peter Gabriel, le musicien partant n'est pas remplacé en studio, et c'est le bassiste et guitariste Mike Rutherford qui reprend la guitare pour une formation de Genesis en trio, avec Phil Collins et le claviériste Tony Banks. Le guitariste Daryl Stuermer est engagé pour seconder Rutherford à la guitare et à la basse lors de tournées et sera par la suite, lui aussi, l'un des principaux musiciens accompagnant Phil Collins dans sa carrière solo. À la fin de la décennie, Genesis décide de rendre le rock progressif plus accessible et plus pop. Ainsi, l'album And Then There Were Three... en 1978 contient son premier tube classé dans le top 10 britannique Follow You Follow Me,. En dehors de Genesis, Phil Collins chante et joue de la batterie et du vibraphone sur le premier album solo Voyage of the acolyte de Steve Hackett, l'ex-guitariste de Genesis, en 1975 (sur lequel le bassiste de Genesis Mike Rutherford figure également). Puis il se joint à une liste de musiciens chevronnés pour l'album Peter and the Wolf, d'après l'œuvre de Prokofiev, il est entouré, entre autres, de Jack Lancaster, Robin Lumley, Bill Bruford, Stéphane Grappelli, Cozy Powell, Gary Moore, Manfred Mann, Gary Brooker, Alvin Lee, Brian Eno. Phil Collins joue aussi des percussions sur l'album Johnny the Fox du groupe Thin Lizzy. Le 14 septembre 1976, il devient papa, à la suite de la naissance de Simon, son premier enfant. 
Phil Collins participe également aux albums Another Green World, Before and After Science et Music for Films de Brian Eno ; et remplace le batteur Phil Spinelli dans le groupe de Jazz fusion Brand X avant l'enregistrement de son premier album Unorthodox Behaviour en 1976. Il avait déjà participé avec ses nouveaux comparses à l'album Marscape de Jack Lancaster quelques mois plus tôt. Le temps qu'il passe avec Brand X donne à Collins sa première occasion d'utiliser une boîte à rythmes et un magnétophone 8 pistes. Il chante également sur The Geese and the Ghost, le premier album solo d'Anthony Phillips, qui fut le premier guitariste de Genesis jusqu'en 1970, et sur le second album de Brand X, Moroccan Roll. Phil Collins indique avoir proposé ses services auprès de Pete Townshend pour remplacer Keith Moon au sein des Who après son décès, mais Townshend lui aurait répondu avoir déjà sollicité Kenney Jones.

### Consécration mondiale avec Genesis et premiers albums solo (1978-1984)

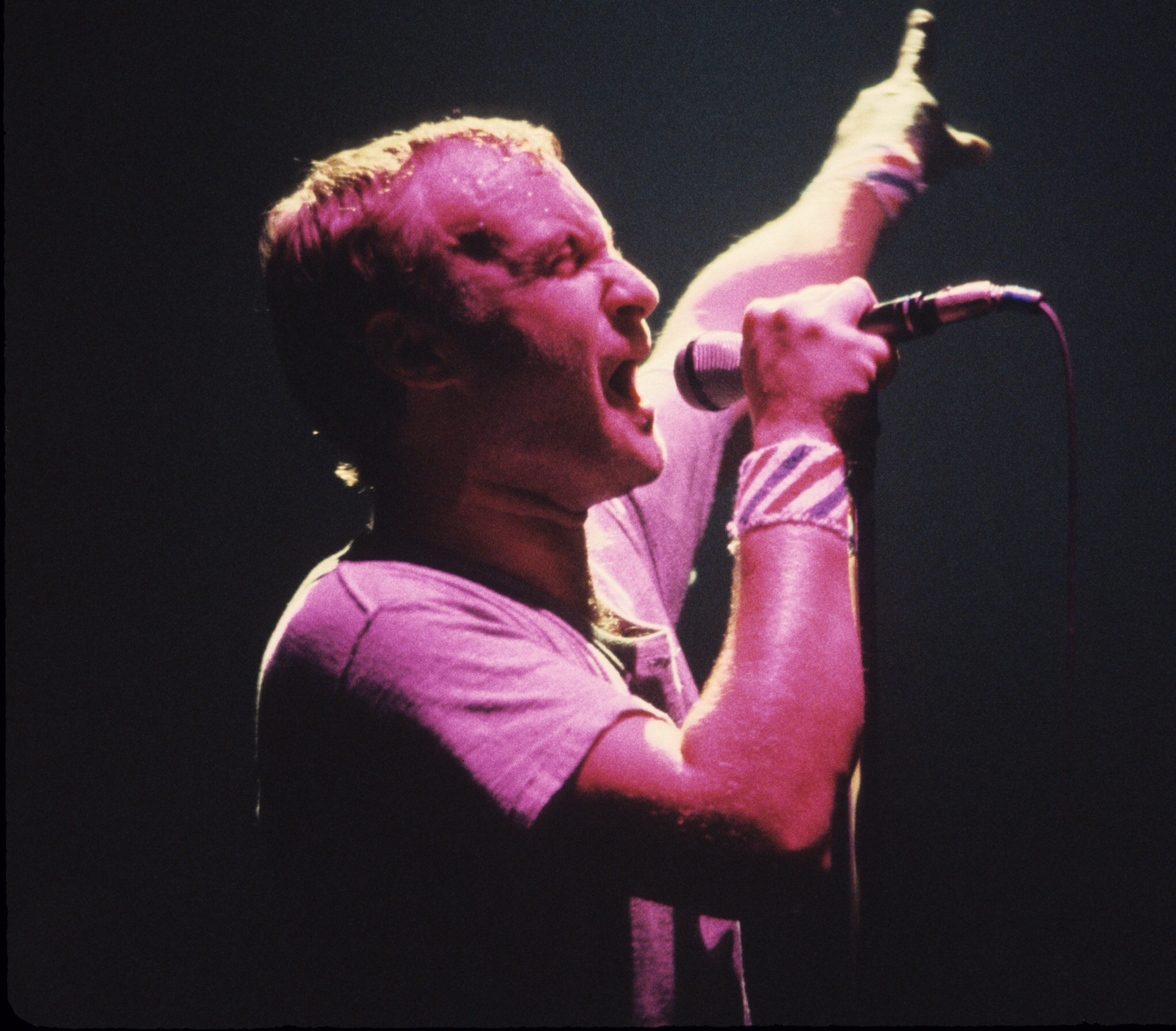
Phil Collins en concert en 1981.

En décembre 1978, Genesis se met en pause, le temps que Phil Collins se rende à Vancouver, au Canada, pour se concentrer sur sa famille, son mariage étant devenu tendu après ses longues tournées, il retourne au Royaume-Uni en avril 1979, date à laquelle Banks et Rutherford enregistraient leurs albums solo. Avant d'enregistrer un nouvel album pour Genesis, Phil Collins joue sur l'album Product de Brand X avec qui il part en tournée. Sur l'album Grace and Danger de John Martyn, il est à la batterie. Durant cette période, il commence à écrire son premier album solo, Face Value, chez lui dans le Surrey. Après cela, le groupe Genesis se retrouve pour l'enregistrement de l'album Duke qui sort en 1980.
Face Value sort en février 1981. Il comporte une nouvelle version de Behind the Lines, première chanson de l'album Duke, dans une version plus orientée funk avec les cuivres de Earth, Wind & Fire. Phil Collins y chante et joue des claviers et de la batterie. Il parle de son divorce comme la principale influence sur les textes et les thèmes de l'album et déclare : « J'avais une femme, deux enfants, deux chiens et le lendemain je n'avais plus rien. Donc, beaucoup de ces chansons ont été écrites parce que je traversais ces changements émotionnels. » Phil Collins produit l'album en collaboration avec Hugh Padgham, avec lequel il avait également travaillé sur le troisième album de Peter Gabriel en 1980.
Face Value est un succès international et devient numéro un dans sept pays et numéro sept aux États-Unis, où il se vend à 5 millions d'exemplaires,. In the Air Tonight, le premier single de l'album, devient un hit et devient numéro deux des charts britanniques. Durant l'enregistrement de la chanson, Phil Collins invente un nouveau son en incorporant à la batterie traditionnelle des percussions pré-enregistrées (« Drum Machine »). Cette technique sera maintes fois reprise depuis par d’autres musiciens. Il reprend ensuite le fameux son gated reverb créé avec Hugh Pagdam : en effet, l'effet de réverbération fermée utilisé sur la batterie de Collins est une technique développée par Padgham alors qu'il travaillait comme ingénieur sur la chanson de Peter Gabriel Intruder et sur laquelle Phil Collins jouait de la batterie. Le « son Collins » est né et va être une référence mondiale par la suite dans d'innombrables albums studio et sur scène avec des artistes comme Duran Duran, Tears for Fears, Daniel Balavoine, Johnny Hallyday, Michel Berger et Renaud Hantson.
À la suite de l'invitation du producteur de disques Martin Lewis, Phil Collins se produit en concert en tant qu'artiste solo lors d'une émission-bénéfice d'Amnesty International The Secret Policeman's Other Ball au Theatre de Drury Lane à Londres en septembre 1981, interprétant In the Air Tonight et The Roof Is Leaking. Collins travaille également à nouveau avec John Martyn cette année, produisant son album Glorious Fool.
En septembre 1981, Genesis publie l'album Abacab, avant de partir en tournée jusqu'en 1982. Cette tournée est résumée dans l'album live de Genesis Three Sides Live en 1982. Au début de 1982, Phil Collins produit et joue sur Something's Going On, le troisième album solo d'Anni-Frid Lyngstad du groupe ABBA, et interprète la plupart des parties de batterie sur Pictures at Eleven, le premier album solo de Robert Plant (ex-Led Zeppelin). La même année, le batteur Gerry Conway quitte Jethro Tull ; le groupe étant invité à jouer au Prince's Trust Concert le 7 juin 1982, c'est Phil Collins qui le remplace lors de cet événement. En octobre 1982, il participe au concert de retrouvailles unique de Genesis Six of the Best au Milton Keynes Bowl dans le Buckinghamshire, qui marque le retour de Gabriel au chant et Hackett à la guitare.
Le deuxième album solo, Hello, I Must Be Going, sort en novembre 1982. Ses problèmes conjugaux continuent à inspirer ses chansons, notamment I Don't Care Anymore et Do You Know, Do You Care. L'album est n°2 au Royaume-Uni et n°8 aux États-Unis, où il se vend à 3 millions d'exemplaires,. Le second single, la reprise You Can't Hurry Love des Supremes, devient le premier single numéro un britannique de Phil Collins et est n°10 aux États-Unis. Il soutient l'album avec la tournée Hello, I Must Be Going! en Europe et en Amérique du Nord de novembre 1982 à février 1983. Après la tournée, il joue de la batterie sur le deuxième album solo de Robert Plant, The Principle of Moments, et produit et joue sur deux titres de l'album d'Adam Ant Strip (Puss 'n Boots et Strip).
En mai 1983, Collins, Banks et Rutherford enregistrent l'album Genesis. L'album rencontre le succès à sa sortie, porté par les chansons Mama et That's All. La tournée de promotion de l'album se termine par cinq spectacles à Birmingham, en Angleterre, en février 1984. Ces derniers sont filmés et diffusés sous le nom de Genesis Live - The Mama Tour.

### Apogée commercialen solo et au sein de Genesis (1984-1991)

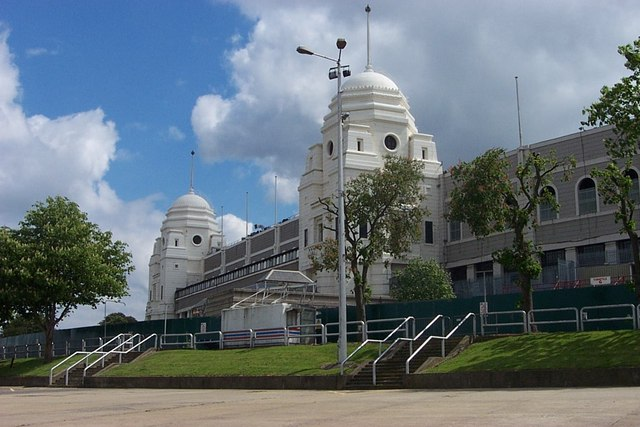
Le 13 juillet 1985, Phil Collins joue au Live Aid au stade Wembley Stadium (vue d’extérieur) à Londres avant de prendre l’avion pour rejoindre le concert de Philadelphie.

En février 1984, Phil Collins sort en single Against All Odds, le thème principal du film éponyme. La chanson est produite par Arif Mardin et est l'une des rares chansons publiées par le chanteur qu'il n'a pas coproduite lui-même. Le single, plus pop et accessible commercialement que les précédents albums solo de l'artiste, devient son premier single solo en tête du Billboard Hot 100 aux États-Unis, et est n°2 au Royaume-Uni. Le titre est récompensé au Grammy Award.
En 1984, Phil Collins contribue à la production sur le troisième album solo du chanteur de Earth, Wind and Fire, Philip Bailey, intitulé Chinese Wall, qui comprend une chanson écrite et composée par Collins, Bailey et Nathan East, Easy Lover. La chanson arrive en tête des classements au Royaume-Uni l'année suivante,. Il produit et joue également de la batterie sur l'album Behind the Sun d'Eric Clapton, paru en mars 1985. En novembre, Phil Collins fait partie du supergroupe caritatif Band Aid pour aider à soulager la famine éthiopienne et joue de la batterie sur son single Do They Know It's Christmas?, qui est enregistré aux Sarm West Studios à Notting Hill, Londres,.
Au début de l'année 1985, Phil Collins adapte son programme de tournée, pour rendre possible son apparition aux Oscars au cas où Against All Odds serait nommé pour la meilleure chanson originale. Ne connaissant pas son importance en tant qu'interprète musical, une note destinée au label de Collins en provenance du coproducteur de la télédiffusion Larry Gelbart explique le manque d'invitations : « Merci pour votre note concernant Phil Cooper [sic]. J'ai peur que les places soient déjà remplies. » Collins regarde plutôt l'actrice et danseuse Ann Reinking interpréter sa chanson. La performance de Reinking est décrite par un critique comme une « interprétation absurdement inappropriée » de la chanson. Le Los Angeles Times déclare : « Reinking a fait un travail incroyable en détruisant totalement une belle chanson. Le mieux que l'on puisse dire de sa performance est que le décor était beau. » Collins l'introduira lors des concerts suivants en disant : « Je suis désolé que Miss Ann Reinking ne puisse pas être ici ce soir ; je suppose que je dois juste chanter ma propre chanson. »
Phil Collins publie l'album No Jacket Required en février 1985. Il est en tête des classements à la fois au Royaume-Uni et aux États-Unis. Ce sera l'album le plus vendu de sa carrière. Il contient les tubes One More Night et Sussudio (tous deux n°1), ainsi que Don't Lose My Number et Take Me Home. L'album comporte également les contributions de Sting et de Peter Gabriel aux chœurs. Il enregistre également la chanson Separate Lives en duo avec Marilyn Martin pour le film Soleil de nuit. Phil Collins est l'artiste le plus prolifique de l'année en classant trois de ses chansons en tête de classement aux États-Unis durant l'année 1985 (Sussudio, One More Night et Separate Lives),.
No Jacket Required est critiqué pour être « trop commercial », en dépit d'un accueil critique positif. Sussudio est critiquée car trop similaire à 1999 de Prince, ce que Collins ne nie pas, et sa composition a été désignée comme la plus détestée de sa carrière. No Jacket Required gagne trois récompenses aux Grammy Award dont l'album de l'année et lui a valu les deux premiers de ses six Brit Awards, le prix du meilleur interprète masculin britannique et de l'album britannique.

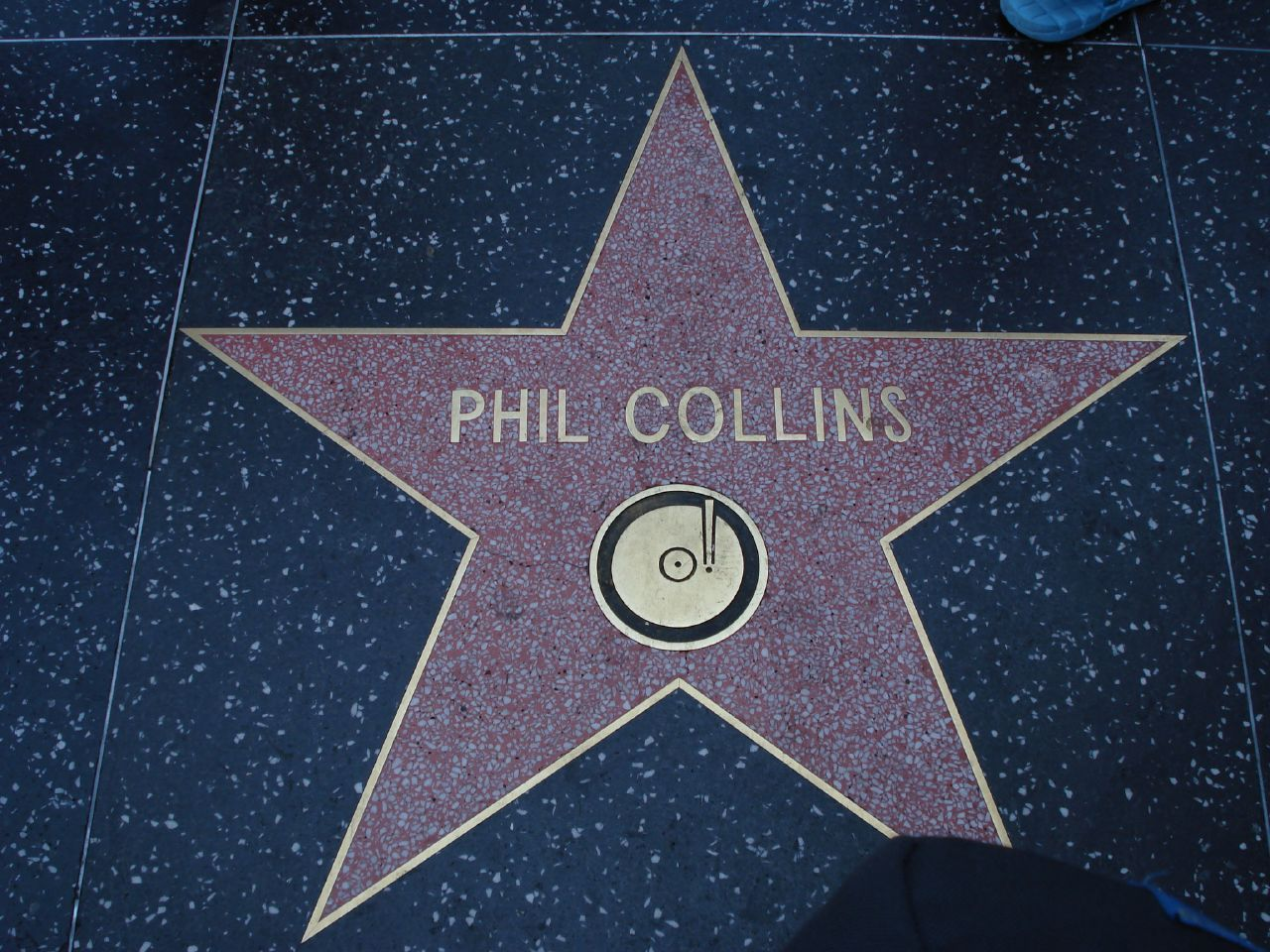
Étoile sur le trottoir du Hollywood Walk of Fame à Los Angeles.

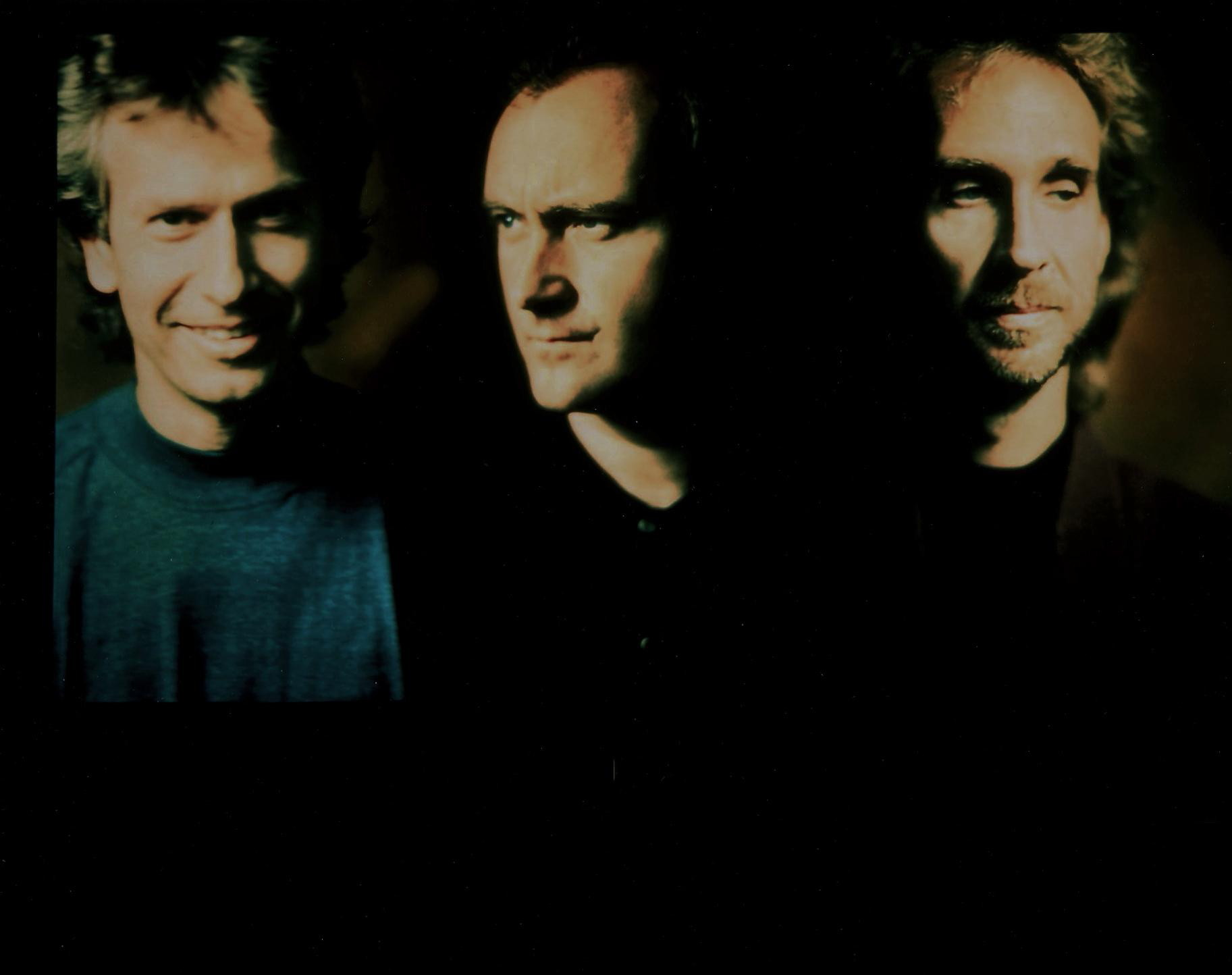
Phil Collins quitte ses deux acolytes de Genesis (Tony Banks et Mike Rutherford) en 1996. Il ne reviendra que pour la tournée de 2007.

En juillet 1985, Collins participe aux concerts caritatifs du Live Aid, dans la continuité de l'effort de collecte de fonds lancé par Band Aid. Phil Collins est le seul artiste à jouer aux deux concerts au Wembley Stadium à Londres et au concert américain au JFK Stadium de Philadelphie le même jour. Après son interprétation réussie à Londres avec Against All Odds, In the Air Tonight et après avoir joué aux côtés de Sting, Collins part à Philadelphia en Concorde à ses frais pour rejoindre sa batterie, d'abord pour Eric Clapton, puis pour Robert Plant et Jimmy Page qui reforment le groupe Led Zeppelin le temps du concert. Cette dernière performance est mal accueillie et plus tard désavouée par le groupe. Jimmy Page déclarera que Collins n'avait pas appris ses parties de batterie pour le concert. Collins répondra que le groupe « n'était pas très bon », déstabilisé par le jeu de Jimmy Page, et qu'il a seulement continué à participer au concert plutôt que de quitter la scène afin d'éviter une mauvaise publicité.
La presse musicale remarque que le succès astronomique de Collins en solo l'avait rendu plus populaire que Genesis. Avant la sortie de No Jacket Required, il insiste sur le fait qu'il ne quittera pas le groupe. « Le prochain à partir mettra fin au groupe » déclare Phil Collins au magazine Rolling Stone en mai 1985. « Je me sens plus heureux de ce que nous faisons maintenant, car je sens que c'est plus proche de moi. Je ne serai pas celui qui mettra fin au groupe. », il ajoute : « Le pauvre vieux Genesis me gêne parfois. Je ne quitterai toujours pas le groupe, mais j'imagine que cela se terminera par consentement mutuel. »
En octobre 1985, Phil Collins retrouve Banks et Rutherford pour enregistrer le prochain album de Genesis, Invisible Touch. Le 13 décembre 1985, on le retrouve à jouer le rôle de Phil Mayhew, un truand dans la série Miami Vice aux côtés de Don Johnson et Philip Michael Thomas, dans l'épisode Phil The Shill. En mars 1986, sort le tube No One Is to Blame de Howard Jones avec Phil Collins à la batterie, aux chœurs et à la coproduction (avec Hugh Padgham). Phil Collins apparaît également en tant que producteur, batteur et choriste dans l'album August de son ami Eric Clapton. Lors de la sortie de l'album Invisible Touch en juin 1986, la chanson éponyme parue en single est la première chanson du groupe à arriver en tête de classement aux États-Unis. Le groupe reçoit l'unique Grammy Award de sa carrière et une nomination pour le MTV Video Music Award for Video of the Year en 1987 pour le single Land of Confusion qui présente des caricatures de marionnettes créées par l'équipe satirique britannique Spitting Image. Le clip est réalisé par Jim Yukich et John Lloyd. Les critiques d'Invisible Touch sont mitigées et de nombreuses comparaisons sont faites avec le travail solo de Collins, mais J. D. Considine du Rolling Stone salue l'attrait commercial de l'album, déclarant que « chaque morceau est soigneusement taillé afin que chaque fioriture ne livre pas une épiphanie instrumentale mais qu'il soit accrocheur ». C'est le plus gros succès commercial du groupe à ce moment-là, avec plus de 10 millions de ventes. Il donne lieu à une grande tournée qui se poursuit jusqu'en juillet 1987 : le plus grand concert se déroule au stade de Wembley le 3 et le 4 juillet 1987.
En 1988, Phil Collins obtient son premier grand rôle dans la comédie romantique policière britannique Buster. Il y joue le rôle de Buster Edwards, un criminel condamné pour son rôle dans l'attaque du train postal Glasgow-Londres en 1963. Sa sœur, Carole Collins, tient d'ailleurs un petit rôle dans le film, son personnage prénommé Linda étant, selon l'autobiographie Not Dead Yet de Phil Collins, « une voisine bruyante ». Les critiques du film sont mitigées et la controverse s'ensuivit sur son sujet ; le prince Charles et la princesse Diana déclinent une invitation à la première du film après qu'il a été accusé de glorifier le crime. Cependant, la performance de Collins face à Julie Walters reçoit de bonnes critiques, et il contribue à quatre chansons de la bande originale du film. La reprise en mode ballade de A Groovy Kind of Love est son nouveau n°1. Le film contient également le tube Two Hearts (coécrit avec Lamont Dozier) récompensé au Golden Globe de la meilleure chanson originale et nommé à l'Oscar. Le critique de cinéma Roger Ebert déclare que le rôle de Buster est « joué avec une efficacité surprenante » par Collins, bien que la bande originale du film se soit avérée plus réussie que le film.
En 1989, Phil Collins est l'un des artistes invités pour la tournée des Who, pour jouer le rôle du vicieux Oncle Ernie durant une production de l'opéra rock Tommy. Cette même année naît son deuxième enfant et unique fille Lily. En outre, il apparaît en duo à la batterie avec Manu Katché sur la chanson Woman In Chain de Tears For Fears dans l'album The Seeds of Love. D'avril à octobre 1989, Phil Collins enregistre son quatrième album, ...But Seriously en Angleterre et à Los Angeles, dans lequel il aborde des thèmes sociaux et politiques. L'album paraît en novembre 1989 avec un nouveau succès commercial, classé n°1 dans plusieurs pays pendant plusieurs semaines. Il est l'un des albums les plus vendus de l'histoire sur le territoire britannique et le second le plus vendu sur le territoire allemand. La chanson Another Day in Paradise est une chanson évoquant la condition des sans domicile fixe et comporte David Crosby aux chœurs. À sa sortie en octobre 1989, la chanson devient le dernier n°1 des années 1980 aux États-Unis. Malgré son succès, la chanson est également fortement critiquée et devient liée à des allégations d'hypocrisie faites contre Phil Collins,. Répondant aux critiques de la chanson, il déclare : « Quand je conduis dans la rue, je vois les mêmes choses que tout le monde voit. C'est une idée fausse que si vous avez beaucoup d'argent, vous êtes en quelque sorte déconnecté de la réalité. » En 1991, Another Day in Paradise gagne le Grammy Award de l'enregistrement de l'année,. D'autres chansons de ...But Seriously sont classées dans le top 5 aux États-Unis : Something Happened on the Way to Heaven, Do You Remember? et I Wish It Would Rain Down (avec Eric Clapton à la guitare),.
Le 30 juin 1990, Phil Collins se produit à Knebworth dans le cadre d'un concert organisé pour le Nordoff-Robbins Music Therapy Center (musicothérapie au profit des enfants handicapés) et de la BRIT School For Performing Arts and Technology. Il y donne une double prestation : d'abord en solo accompagné par ses musiciens habituels, il interprète 5 titres (In The Air Tonight, Colours, Drum Duet, Another Day In Paradise et Sussudio) ; puis au sein de Genesis, il chante sur 4 titres (Mama, That's All, Throwing It All Away, et le medley Turn It On Again sur lequel apparaissent également ses musiciens). Ses prestations (et celles d'autres artistes comme Dire Straits, Eric Clapton, Tears for Fears, Status Quo, Elton John, Robert Plant, Pink Floyd Paul McCartney, The Shadows) font l'objet d'éditions en CD, K7, VHS et DVD sous le titre Live at Knebworth 1990. En 1991, il tient un petit rôle dans le film Hook ou la Revanche du capitaine Crochet de Steven Spielberg. Toujours en 1991, Phil Collins rejoint à nouveau Banks et Rutherford pour écrire et enregistrer un nouvel album de Genesis, We Can't Dance. Ce dernier devient le cinquième album consécutif n°1 du groupe au Royaume-Uni et atteint le n°4 aux États-Unis. L'album se vend à plus de 10 millions d'exemplaires, dont 4 aux États-Unis. Il contient les chansons Jesus He Knows Me, I Can't Dance, No Son of Mine, et Hold on My Heart. Phil Collins participe à la tournée mondiale du groupe en 1992 dont sera tiré l'album The Way We Walk en deux parties. Genesis est récompensé groupe de l'année aux American Music Awards en 1993. Collins coécrit, chante et joue la chanson Hero de David Crosby.
We Can't Dance est le dernier album studio du groupe avec Phil Collins, qui le quittera officiellement en 1996 pour se consacrer pleinement à sa carrière solo. Il expliquera au moment de son départ qu'après avoir été membre du groupe pendant 25 ans, il veut passer à autre chose. Cela devient également trop difficile de concilier ses deux carrières ; en étant en même temps le batteur-chanteur de Genesis et un artiste solo, il a peu de temps à consacrer à sa famille et a besoin de souffler un peu. Il sera éphémèrement remplacé par Ray Wilson au chant le temps d'un unique album en 1997, avec Nir Zidkyahu et Nick D'Virgilio à la batterie. En plus de Zidkyathu, ce nouveau Genesis recrutera pour la scène un nouveau guitariste-bassiste Anthony Drennan, en remplacement de Daryl Stuermer, retenu par Phil Collins pour ses tournées de 1997 et 1998.

### Nouveaux projets en solo (1993-2007)

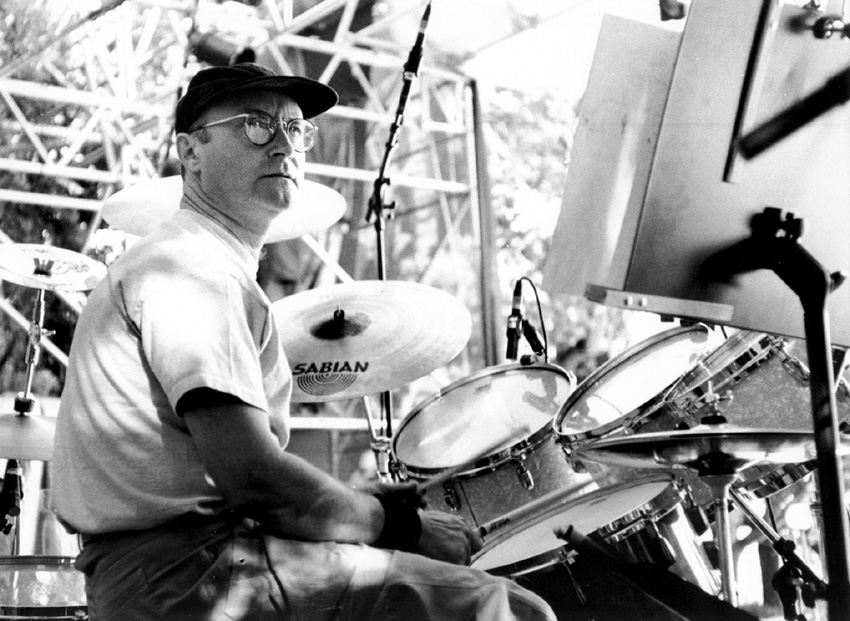
Phil Collins à Pérouse en 1996.

Ses ventes records diminuent considérablement à partir de la sortie de l'album Both Sides en 1993, en effet plusieurs chansons durent de six à sept minutes, et sont difficilement adaptées pour passer en radio. Sur cet album, il écrit et compose entièrement toutes les chansons sur lesquelles il est le seul musicien : l'album est le plus dépouillé et le plus personnel de tous ses disques. Les sorties suivantes n'atteindront plus jamais  les niveaux de vente des années 1980. Les ventes totales mondiales des albums de Phil Collins, y compris ceux publiés par Genesis, atteignent approximativement les deux cents millions.
Fin 1993, Phil Collins tient un rôle dans le film Les Soldats de l'espérance de Roger Spottiswoode qui traite du sida.
En 1994, Phil Collins est nommé Lieutenant de l'Ordre royal de Victoria (LVO), en reconnaissance pour son travail au nom du Prince's Trust. Deux ans plus tard, on le retrouve en concert à Montreux avec le big band, dirigé par Quincy Jones avec une apparition de Tony Bennett et Oleta Adams. Ils reprennent des succès solo de Phil Collins ainsi que de Genesis, plus des standards de jazz, tels que Milestones de Miles Davis et Pick Up the Pieces du Average White Band. Ce concert est filmé et est sorti sur le DVD Live at Montreux.
En octobre 1996,  Phil Collins sort son sixième album solo, Dance into the Light. Il est n°4 au Royaume-Uni et N° 23 aux États-Unis. L'album est reçu négativement par la presse musicale et se vend moins que ses albums précédents. Entertainment Weekly expliquait que « même Phil Collins doit savoir que nous nous sommes tous fatigués de Phil Collins ». L'album contient les chansons Dance into the Light, qui est n°9 au Royaume-Uni, et le beatlesque It's in Your Eyes. L'album est disque d'or aux États-Unis. Phil Collins part en tournée de promotion de l'album en 1997, couvrant 82 dates. Il joue Take Me Home au concert de Music for Montserrat à Londres pendant cette période, aux côtés de Paul McCartney, Elton John, Eric Clapton, Mark Knopfler et Sting.
En 1998, Phil Collins est contacté par Disney pour composer la bande originale de Tarzan. Après avoir écrit et composé toutes les chansons de Tarzan, avec la collaboration de Mark Mancina, les producteurs de Disney lui demandent d'interpréter lui-même ses chansons, ce qu'il fait. Il chante en cinq langues (anglais, français, espagnol, italien, allemand) et reçoit un Oscar pour la chanson You'll Be in My Heart. La même année, en tant que fan inconditionnel des standards de jazz et des big bands, il sort l'album A Hot Night in Paris avec son propre Big Band et ses musiciens habituels (Daryl Stuermer, Brad Cole), sur lequel on retrouve des titres de son répertoire solo ainsi que de Genesis, en plus d'un titre du saxophoniste Gerald Albright, Chips & Salsa.
En février 2000, Phil Collins et son épouse Orianne fondent l'organisme The Little Dreams Foundation (littéralement la fondation des petits rêves), organisme à but non lucratif qui aide les enfants de 4 à 16 ans à réaliser leurs rêves et leurs aspirations tant artistiques que sportives, en fournissant à ces futurs prodiges l'aide matérielle et les conseils d'experts nécessaires à leur ascension. L'idée de fonder cette association lui est venue à la suite de la réception de nombreuses lettres d'enfants et de jeunes ados lui demandant comment réussir à percer dans l'industrie de la musique. Certains mentors disponibles pour cet organisme incluent Tina Turner et Natalie Cole. En 2013, Phil Collins visite Miami en Floride afin de promouvoir l'expansion de l'organisme.
En 2001, un album hommage à Phil Collins est produit. C'est un album de reprises faites par des artistes R'n'B et hip-hop. L'album s'intitule Urban Renewal et est élu par le magazine Q le troisième des « 50 pires albums de tous les temps ».
En 2002, lors du Jubilé d'or de la reine Élisabeth II, une performance de Black Sabbath réunissant le guitariste Tony Iommi et le chanteur Ozzy Osbourne, aidés par le bassiste Pino Palladino et Phil Collins à la batterie, a lieu au fameux Buckingham Palace. Ils jouent la chanson fétiche de Sabbath, Paranoid. Collins accompagne aussi le groupe Queen pour les chansons Radio GaGa, We Will Rock You et We Are The Champions en plus de la finale réunissant Paul McCartney, Rod Stewart, Joe Cocker, Steve Winwood & Brian May, etc. Ce concert est disponible sur l'album Party At The Palace - The Queen's Concerts, Buckingham Palace en 2002. La même année, il sort son dernier album de chansons originales Testify, qui comporte plusieurs chansons dédiées à Orianne, sa nouvelle femme, et à Nicolas, son fils âgé d'un an.
En 2003, Disney engage de nouveau Phil Collins pour composer la bande originale d'un nouveau film d'animation, Frère des ours (Brother Bear). Il ne lit ni n'écrit la musique de façon conventionnelle, mais utilise son propre système de notation. Il reconnaît ces dernières années perdre partiellement l'ouïe d'une oreille. En 2003, il annonce qu'il va donner une tournée d'adieu. Cette même année, il double le personnage de Lucky dans le dessin animé de Disney Le Livre de la jungle 2. En 2004, Orianne met au monde leur deuxième fils Matthew, quatrième enfant de Phil Collins. En 2006, il double la voix de son propre personnage dans le jeu vidéo Grand Theft Auto: Vice City Stories.
Phil Collins n'a pas sorti de nouvel album original depuis Testify en 2002, qu'il avait accompagné d'une tournée intitulée The First Final Farewell Tour, avant de revenir avec la réunion de Genesis, elle aussi suivie d'une tournée en 2007. Pendant cette dernière, le fait de s’asseoir pour jouer de la batterie causera une dislocation d'une vertèbre cervicale, ainsi que des dégâts neurologiques de ses mains, le laissant incapable de tenir ses baguettes. Il tentera de continuer à jouer en collant les baguettes sur ses mains avec du gaffer (ruban adhésif) ce qui a été peine perdue. « Après cette chirurgie cependant, le docteur m'a dit que tous les signes vitaux essentiels étaient là et que si je veux jouer de la batterie à nouveau, tout ce que j'ai à faire c'est de pratiquer. ».

### Pause (2011-2015)
Le 19 octobre 2009, Phil Collins annonce dans un quotidien allemand avoir perdu toute sensibilité au niveau des doigts à la suite d'une opération de luxation des vertèbres. Cependant, il annonce la sortie de son dernier album studio, un album de reprises intitulé Going Back, prévu pour le 13 septembre 2010, mais arrête sa carrière sur scène. Cet album ne contient aucune nouvelle composition personnelle et Collins prévoit un nouvel album ainsi qu'une tournée. Il dit vouloir que ses fils Matthew et Nicholas puissent voir ce que faisait leur père avant que ses problèmes de santé ne viennent perturber sa carrière. Ces problèmes de santé surviennent en 2000 quand il perd pratiquement l'acuité auditive de son oreille gauche. Il vit alors à Féchy, dans le canton de Vaud, en Suisse.
En mars 2010, Phil Collins annonce qu'il arrête la batterie, car il a de plus en plus de problèmes de dos, dus selon lui à sa façon de s'asseoir et de se placer lorsqu'il joue, depuis l'âge de 9 ans. Le 6 mars 2011, il annonce qu'il met un terme définitif à sa carrière. Ses problèmes de santé seraient en cause, ainsi qu'une lassitude de l'industrie de la musique. Par la suite, il publie un démenti officiel sur son site concernant les raisons invoquées dans l'arrêt de sa carrière, et déclare vouloir s'arrêter pour se consacrer à plein temps à ses enfants. Toutefois, en novembre 2013, lors d'une interview, il annonce qu'il aimerait revenir sur scène avec Genesis dans lequel il officiat en tant que batteur puis chanteur, pour éventuellement dit-il « tourner en Amérique du Sud ou en Australie où nous ne sommes jamais allés ».

### Retour et tournée mondialeNot Dead Yet(depuis 2015)

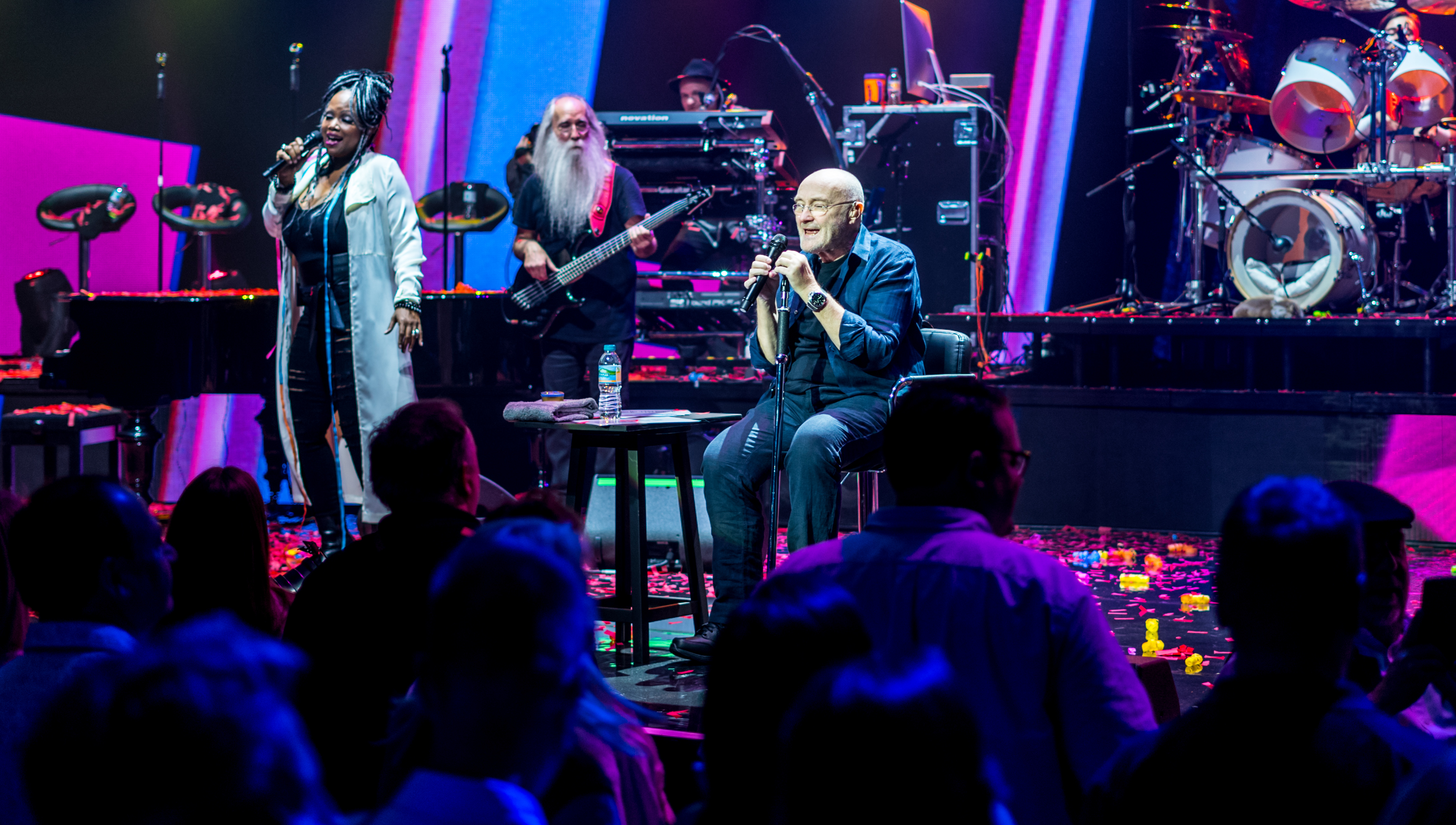
Phil Collins en 2017 avec la choriste Amy Keys et le bassiste Leland Sklar.

Selon un article sur le site web du magazine Rolling Stone daté du 28 octobre 2015, après avoir subi une opération majeure au dos, Phil Collins prévoyait un retour à la musique. Pas avant quelques mois toutefois, puisqu'il devait prendre le temps pour sa convalescence : après l'opération, il ressentait encore de la douleur mais devait aller mieux en suivant les directives des médecins.
En mai 2015, Phil Collins signe avec Warner Music Group la remastérisation de ses 8 albums solo et la sortie de musiques inédites déjà enregistrées. Deux de ses albums solos sont ainsi réédités en janvier 2016 : Face Value en version double, avec 12 chansons inédites, puis l'album Both Sides aussi en version double avec 10 chansons inédites. Les titres de chaque album sont remastérisés et des photos récentes sont utilisées pour les pochettes, dans le but de montrer le temps qui passe. Suivent ensuite graduellement, la réédition de tous ses autres disques : chacun d'entre eux contient aussi des chansons et musiques inédites. En février 2016, c'est le tour des albums Hello I must be going et Dance into the light d'être réédité en double CD chacun. Phil Collins mentionne vouloir attendre de voir la réception des fans et amateurs de sa musique, et décider de la suite des choses par après. « Je me suis beaucoup impliqué dans ces rééditions, on a même refait les photos des pochettes de chacun des disques, ça c'était mon idée. Si les gens redécouvrent ma musique et démontrent un intérêt, ce serait idiot de ne pas en profiter pour leur offrir de nouvelles musiques. » Toujours selon Rolling Stone, la nouvelle d'un retour de Phil Collins à la musique éveille les fans de Genesis qui rêvent encore d'un retour possible du groupe. Mais selon lui, il attend de voir comment iront les choses avec une tournée solo, et ajoute qu'il aime bien les gars de Genesis, mais qu'il préfère faire les choses étape après étape et attendre de voir comment tout cela évoluera. Il se remet encore de son opération et réfléchit au style de musique qui l'inspirera, il dit qu'il pourra toujours jouer du piano et chanter et se sent heureux de la tournure des choses.
Phil Collins est finalement remonté sur scène après six ans d'absence, pour un concert de charité organisé par son ex-épouse Orianne Cevey, le 11 mars 2016 à Miami. Il a chanté sept titres : Another Day In Paradise, Against All Odds (Take a Look at Me Now), In the Air Tonight, Easy Lover ainsi que Take Me Home. Il a aussi repris My Girl des Temptations et Knockin' on Heaven's Door de Bob Dylan. Il serait également en train de travailler à son prochain album, le premier depuis Going back en 2010.

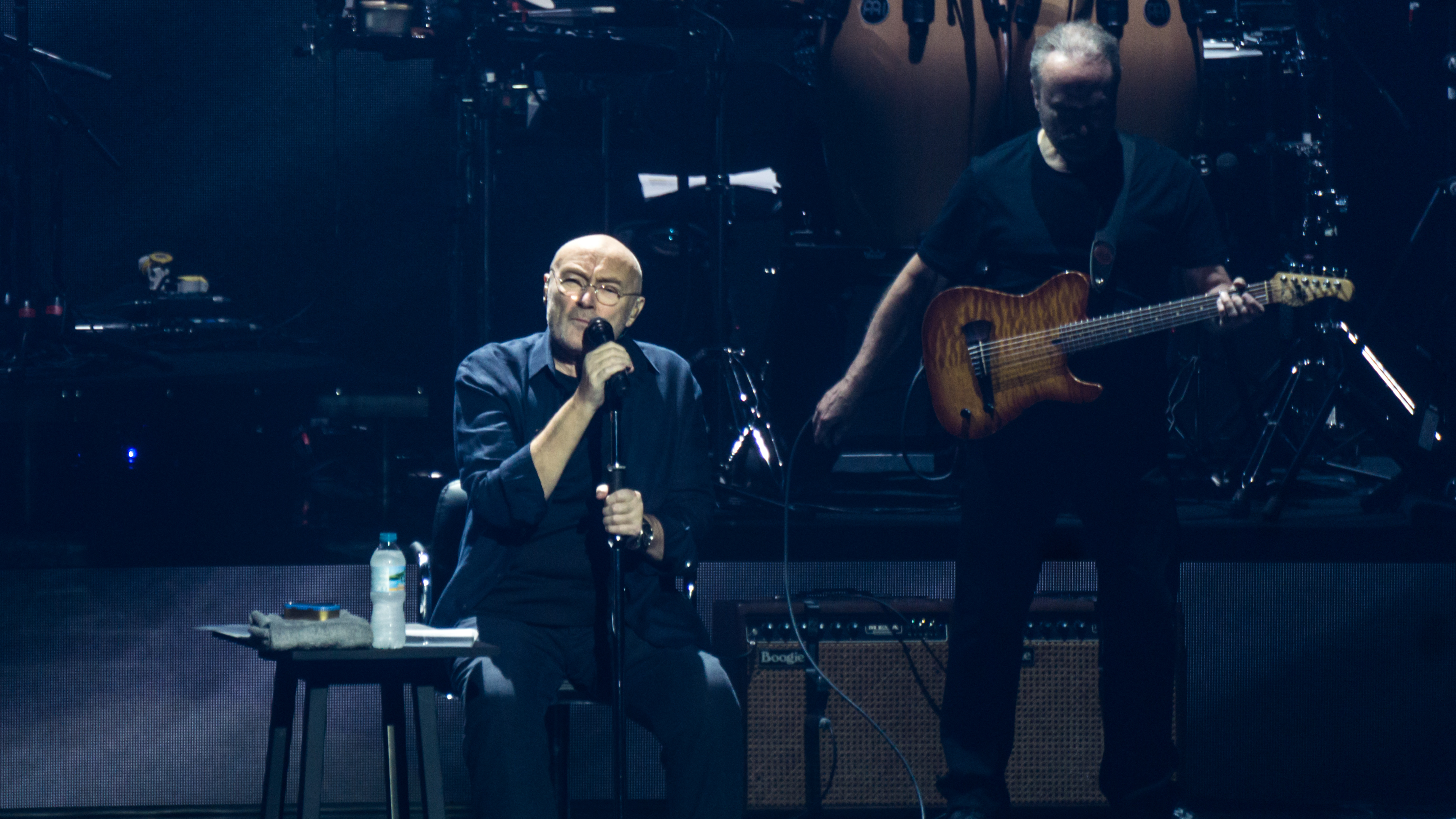
Phil Collins en 2017 avec le fidèle guitariste Daryl Stuermer.

Le 3 juin 2016, Phil Collins remonte à nouveau sur scène pour un concert de charité pour sa fondation, Little Dream Foundation, à la salle Métropole à Lausanne (Suisse). Durant ce concert plusieurs artistes, soutenus par la fondation, se produisent sur scène. Phil Collins chante 6 titres : Another Day In Paradise, Against All Odds (Take a Look at Me Now), In the Air Tonight, Easy Lover ainsi que Take Me Home. Il reprend aussi Knockin' on Heaven's Door de Bob Dylan. À noter que son fils, Nicolas, l'y accompagne à la batterie. Le 29 août 2016, à l'occasion de la soirée d'ouverture de l'Open de tennis 2016, à New York, Phil Collins remonte encore une fois sur scène. Il reprend deux de ses plus grands succès, In the Air Tonight (son premier single solo sorti en 1981) puis Easy Lover (en duo avec Leslie Odom Jr.). Le 17 octobre 2016, Phil Collins annonce une série de concerts pour 2017 à Liverpool (2 juin), Londres (4, 5, 7, 8 et 9 juin au Royal Albert Hall et 30 juin à Hyde Park), à Cologne (11, 12, 14, 15 et 16 juin), Paris (18, 19, 20, 22 et 23 juin) et Dublin (25 juin). Il ne joue pas de batterie pendant la tournée, mais a engagé son fils Nicholas Collins pour l'accompagner, « un batteur formidable » selon Phil Collins. Le 8 juin, il annonce qu'il doit annuler plusieurs concerts à la suite d'une chute dans sa chambre d'hôtel où il se blesse à la tête, ses concerts seront reportés pour novembre 2017. Le 18 octobre 2016, Phil Collins sort son autobiographie intitulée Not Dead Yet, dans laquelle il raconte les grands moments de sa vie, sa carrière avec Genesis ainsi qu'en tant qu'artiste solo.
En 2017, Phil Collins est de retour pour une nouvelle tournée, 12 ans après sa dernière tournée solo, elle débute en juin et s'étend jusqu'en octobre 2019. Elle porte le nom de son livre, Not Dead Yet Tour.
En mars 2020, il annonce une nouvelle tournée de Genesis en Angleterre et en Irlande à l'automne. Cependant, en raison de la pandémie de covid-19, elle est reportée, une première fois en avril 2021, puis finalement en septembre de la même année. Une tournée de quatorze concerts est également prévue à partir de novembre en Amérique du Nord (États-Unis et Canada). La tournée s'appelle The Last Domino?. Au moment de commencer la tournée de Genesis (le premier concert a lieu le 20 septembre 2021 à Birmingham), Phil Collins apparait amaigri, visage émacié, se déplaçant difficilement avec une canne, contraint de chanter assis. Sa santé semble décliner rapidement alors qu'il est âgé de 70 ans, et il annonce qu'il s'agit bien de la dernière fois qu'il se produira sur scène.
Le 20 août 2024, il a été révélé par son manager Simon Napier-Bell que Collins rénovait son home studio au bord du lac Léman, avec de la nouvelle musique également en préparation.

## Vie privée

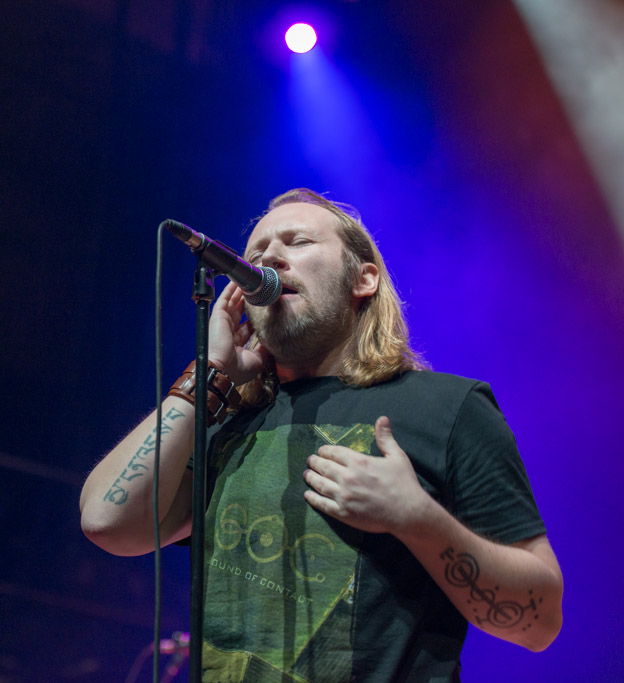
Simon Collins en concert à l'Olympia de Montréal en 2013.

De ses trois mariages, Phil Collins a eu quatre enfants biologiques et une fille adoptive : Joely Collins, née en 1972, et fille de sa première femme Andrea Bertorelli. Actrice, Joely a joué dans onze films pour le cinéma ainsi que dans un court métrage, en plus de séries télévisées et de téléfilms. Son fils aîné, Simon Collins, né en 1976 de son union avec Andrea, est également musicien et chanteur : il a publié trois albums et repris une chanson de Genesis (Keep It Dark). Sur son album U-Catastrophy, Simon partage avec son père un duo de batterie sous le titre, Big Bang. Lily Collins, son unique fille biologique, née en 1989 de son union avec sa deuxième épouse Jill Tavelman, est actrice. Phil Collins a aussi deux autres garçons de son union avec sa troisième femme Orianne Cevey : Nicholas, né en 2001, qui est aussi batteur et qui l'a accompagné durant sa tournée Not Dead Yet, et Matthew, né en 2004, qui est footballeur.
Après ses divorces, Phil Collins a été en couple avec la journaliste Dana Tyler (en) pendant près de dix ans.

## Particularité technique
Phil Collins est gaucher et joue sur une batterie pour gaucher, tandis que Ringo Starr, également gaucher, joue sur une batterie pour droitier. Starr est par ailleurs l'un des batteurs qui a le plus influencé Phil Collins, spécialement son jeu sur l'album Abbey Road des Beatles. En 1998, Collins reprend d'ailleurs la dernière partie du pot-pourri de cet album, Golden Slumbers/Carry That Weight/The End sur l'album hommage In My Life de George Martin célébrant son groupe fétiche.

## Discographie
Cette discographie est compilée et inscrite ici en ordre chronologique, en commençant par les tout premiers enregistrements avec les premières formations avec lesquelles il a joué, en incluant Flaming Youth, Genesis puis Brand X, puis sa carrière solo, les musiques de film et les nombreux enregistrements d'autres artistes et groupes auxquels il a participé.

### Albums studio
- 1981 : Face Value - Réédité en double CD avec 12 chansons bonus.
- 1982 : Hello, I Must Be Going! - Rééditée en version 2 CD avec 11 chansons bonus.
- 1985 : No Jacket Required - Réédité en version 2 CD avec 13 chansons bonus.
- 1989 : ...But Seriously - Réédité en version 2 CD avec 14 chansons Bonus.
- 1993 : Both Sides - Album enregistré seul, sans aucun musicien. Réédité en version 2 CD + 10 chansons bonus.
- 1996 : Dance into the Light - Réédité avec 2 CD. - Réédité en version 2 CD + 10 chansons bonus.
- 2002 : Testify - Réédité en version 2 CD + 10 chansons bonus.
- 2010 : Going Back - Album double de reprises de succès Motown. Réédité double album en 2016 sous le nom de The Essential Going Back

### Albums live
- 1990 : Serious Hits… Live!
- 1999 : A Hot Night in Paris - Phil Collins réalise son vieux rêve de jouer avec un orchestre de jazz Big Band

### Bandes-son
- 1984 : Against All Odds - B O du film du même nom sur lequel on retrouve aussi une pièce de Peter Gabriel Walk Through The Fire et une de Mike Rutherford Making A Big Mistake.
- 1985 : Retour vers le futur - Artistes variés - Phil Collins produit le titre Heaven is one step away, chanté par Eric Clapton.
- 1985 : White nights - Artistes variés - Phil Collins chante avec Marilyn Martin Separate Lives.
- 1985 : Porky's Revenge! - Phil Collins à la batterie sur Philadelphia Baby avec The Crawling King Snakes, Robert Plant, Dave Edmunds, etc.
- 1986 : Playing For Keeps - Artistes variés - Comédie de Bob et Harvey Weinstein. Phil Collins prête une de ses chansons, We Said Hello, Goodbye (Don't Look Back) dans une version différente de celle que l'on retrouve sur l'album No Jacket Required
- 1988 : Buster - Artistes variés - Phil Collins chante trois pièces, Two Hearts, Big Noise et Groovy Kind Of Love.
- 1999 : Tarzan - Avec Mark Mancina, B O du film de Walt Disney. NB : L'album est sorti en cinq langues : anglais, français, allemand, espagnol et italien. Toutes les versions furent chantées par Phil Collins.
- 2000 : American Psycho - Les chansons In too deep de Genesis et Sussudio de Phil Collins sont entendues dans ce film avec Christian Bale dans le rôle du psychopathe Patrick Bateman.
- 2001 : La légende de Tarzan et Jane : Phil Collins a composé et chanté des chansons pour le film.
- 2003 : Frère des ours - Avec Mark Mancina et The Blind Boys Of Alabama, B O du film de Walt Disney - Pour cet album qui est aussi sorti en cinq langues, Phil Collins reprend le même concept que sur l'album Tarzan et il chante lui-même sur les cinq albums.
- 2005 : Tarzan II - Avec Mark Mancina - Phil Collins a écrit et chante les pièces Who Am I et Leaving Home (Find My Way)
- 2005 : Arktos: The Internal Journey of Mike Horn En français, Arktos: Le voyage intérieur de Mike Horn - Phil Collins a composé et interprété la bande sonore de ce documentaire suisse réalisé par Raphaël Blanc sur cet explorateur qu'est Mike Horn. Arktos est l'histoire étonnante de Mike Horn qui est allé au cercle polaire arctique seul pendant 27 mois sur 20,000 kilomètres sans utiliser de transport motorisé.
- 2006 : Disney Presents Tarzan (The Broadway Musical) - Phil Collins avec Robbie Macintosh et Trevor Barry, ainsi qu'une vingtaine de musiciens pour cet album sur la performance de Tarzan à Broadway. Disponible sur Walt Disney Records.
- 2007 : Aqua Teen Hunger Force Colon Movie Film for Theatres : Phil Collins a écrit la musique pour le film.
- 2016 : The Hangover : Very Bad Trip : la chanson In the air tonight, interprétée par One Man Wolf Pack, fait partie de la bande sonore.
- 2016 : Coronation Street : épisode no 1.8976, 26 août 2016 : série télé : la chanson In the air tonight peut être entendue durant l'émission.

### Compilations
- 1987 : 12"ers (Album de remixes et de versions rallongées)
- 1998 : Hits
- 2004 : The Platinum Collection - Boîtier trois CD réunissant ses trois premiers albums solo.
- 2004 : Love Songs: A Compilation… Old and New - Double album
- 2016 : The Singles - Disponible en trois versions, deux CD, trois CD et quatre albums vinyles.
- 2016 : Take A Look At Me Now... (The Complete Albums Box) - Coffret réunissant tous les albums solo studio de Phil Collins.
- 2018 : Plays Well With Others : Compilation sur quatre CD des chansons d'autres artistes et groupes avec lesquels Phil Collins a joué à travers le temps.
- 2019 : Other Sides (Compilation de 18 titres inclus faces B enregistrées entre 1981 et 2003 + démos)
- 2019 : Remixed Sides (Compilation de 18 titres remixés)

### Participations
Au cours de sa longue carrière comme batteur et percussionniste, Phil Collins a été très demandé. Il a eu alors l'occasion de jouer avec d'innombrables artistes et groupes différents, en voici la liste.
- 1970 : All Things Must Pass de George Harrison sur la chanson Art of Dying sur laquelle il joue des bongos - Selon l'autobiographie de Phil Collins Not dead yet, sa performance n'a pas été retenue.
- 1971 : Colin Scot de Colin Scot.
- 1973 : Two sides of Peter Banks  de Peter Banks.
- 1974 : Book Of Fools de Eugene Wallace - Phil Collins joue de la batterie, Ronnie Caryl ex-Flaming Youth est à la guitare.
- 1974 : Taking Tiger Mountains By Strategy de Brian Eno - Phil Collins est à la batterie sur Mother Whale Eyeless.
- 1975 : Dangerous de Eugene Wallace - Phil Collins joue de la batterie.
- 1975 : Voyage Of The Acolyte de Steve Hackett - Phil Collins joue de la batterie, des vibes, des percussions sur tout l'album et chante sur Star of Sirius.
- 1975 : Peter & The Wolf - Artistes variés dont Phil Collins Collins à la batterie.
- 1975 : The Gramophone Record de Eddie Howell - Phil Collins joue de la batterie sur cet album en compagnie de Percy Jones, Robin Lumley, John Goodsall, futurs Brand X.
- 1975 : Another Green World de Brian Eno - Phil Collins est à la batterie et aux percussions.
- 1975 : Teaser de Tommy Bolin - Phil Collins est aux percussions sur la pièce Savannah Woman.
- 1975 : Counterpoints du groupe Argent - Phil Collins est à la batterie et aux percussions.
- 1975 : Gig Meg Et Hus de Tobben & Ero - Phil Collins joue de la batterie sur la pièce Skammens Terskel Note : titre enregistré à Oslo en février 1975 lors du Lamb Tour ; alors que Phil Collins visitait les studios Polygram, le duo qui finissait son album lui a proposé de jouer sur ce titre.
- 1975 : Helen Of Troy de John Cale - Phil Collins est à la batterie.
- 1975 : Startling Music de David Hentschel - Phil Collins joue de la batterie et des percussions. Avec Ronnie Caryl à la guitare
- 1975 : Empire - Mark 1 du groupe Empire avec Peter Banks, ex-Yes. Phil Collins est à la batterie et aux chœurs sur la pièce Out Of Our Hands.
- 1976 : Johnny The Fox de Thin Lizzy.
- 1976 : Marscape de Jack Lancaster & Robin Lumley - Avec les musiciens de Brand X.
- 1976 : Vimana du groupe italien Nova. Phil Collins aux percussions et Percy Jones de Brand X à la basse.
- 1976 : Solo Casting de William Lyall - Phil Collins à la batterie et aux percussions sur sept des dix titres.
- 1977 : The Squeeze de David Hentschel - Phil Collins joue de la batterie sur cette B O du film du même nom en compagnie de Percy Jones et Morris Pert de Brand X.
- 1977 : The Geese And The Ghost de Anthony Phillips - Phil Collins chante sur Which Way the Wind Blows et God If I Saw Her Now.
- 1977 : Guts de John Cale - Phil Collins est à la batterie sur Helen Of Troy.
- 1977 : Just A Story From America de Elliott Murphy - Phil Collins joue de la batterie.
- 1977 : Round The Back de Café Jacques - Phil Collins aux percussions sur quatre pièces.
- 1977 : Before & After Science de Brian Eno - Phil Collins est à la batterie sur deux pièces.
- 1978 : Music For Films de Brian Eno - Phil Collins aux percussions sur trois pièces.
- 1978 : Variations de Andrew Lloyd Weber - Phil Collins joue de la batterie.
- 1978 : Moving Home de Rod Argent - Phil Collins est à la batterie.
- 1978 : Pleasure Signals du groupe Wilding/Bonus - Phil Collins à la batterie sur trois chansons.
- 1978 : Café Jacques International de Café Jacques - Phil Collins est aux percussions.
- 1979 : I Can See Your House From Here de Camel - Phil Collins est aux percussions sur le titre Hymn To Her.
- 1979 : Pentateuch Of The Cosmogony de Dave Greenslade / Patrick Woodroffe - Phil Collins aux percussions sur 6 titres.
- 1979 : Exposure de Robert Fripp - Joue de la batterie sur Disengage et North Star.
- 1980 : Peter Gabriel dit Melt de Peter Gabriel - Phil Collins joue de la batterie, de la caisse claire et du surdo. Phil Collins est aussi sur la version allemande Ein Deutsches Album.
- 1980 : The Awakening de Raphael Rudd/Pete Townshend - Phil Collins est à la batterie.
- 1980 : Orleans du groupe Orleans - Phil Collins aux chœurs sur la pièce Wind.
- 1980 : Sacred Songs de Daryl Hall - Phil Collins joue de la batterie sur North Star.
- 1980 : Red Cab To Manhattan de Stephen Bishop - Phil Collins à la batterie sur deux titres.
- 1980 : Skinningrove Bay de Jack Lancaster - Phil Collins au chant. Sera réédité sous le titre Wild Connections.
- 1980 : Grace and danger de John Martyn - Phil Collins joue de la batterie et assure les chœurs.
- 1980 : QE2 de Mike Oldfield - Phil Collins à la batterie sur Taurus 1 et Sheba.
- 1981 : The Secret Policeman's Other Ball - Artistes variés - Phil Collins chante The Roof Is Leaking et In The Air Tonight.
- 1981 : Immunity de Rupert Hine - Phil Collins est aux percussions sur deux pièces.
- 1981 : Playing for time de Brian Chatton - Phil Collins est à la batterie sur cet album de l'ex-Flaming Youth.
- 1981 : Glorious fool de John Martyn - Phil Collins produit et joue du piano, de la batterie, du vocoder et participe aux voix.
- 1982 : Water Of Dreams de Ralph McTell - Phil Collins est à la batterie sur deux pièces.
- 1982 : Waving Not Drowning de Rupert Hine - Phil Collins aux marimbas, timbales et Toms sur Innocents In Paradise.
- 1982 : Strip de Adam Ant - Phil Collins à la batterie sur les titres Strip et Puss'n'boots.
- 1982 : Lead Me To The Water de Gary Brooker - Phil Collins est à la batterie.
- 1982 : Pictures at eleven de Robert Plant - Phil Collins joue de la batterie sauf sur deux titres joués par Cozy Powell.
- 1982 : Something's going on de Frida - Phil Collins produit l'album et joue de la batterie, des percussions, du Prophet 5 et fait partie des chœurs.
- 1983 : Scenario (en) de Al Di Meola - Phil Collins est à la batterie sur Island Dreamer.
- 1983 : The Principle of moments de Robert Plant - Phil Collins joue de la batterie sauf sur deux titres joués par Barriemore Barlow. Note : Phil Collins est à la batterie également sur les titres bonus de la réédition de 2007 (In The Mood (live), Thru' With The Two Step (live), Lively Up Yourself (live), Turnaround (live)).
- 1983 : I'm Not That Kind Of Girl de Marty Webb - Phil Collins est à la batterie. - Avec John Giblin de Brand X.
- 1983 : Strip de Adam Ant - Phil Collins produit et joue sur deux chansons, la pièce-titre et Puss n' boots
- 1984 : Chinese Wall de Phillip Bailey - Phil Collins chante et joue de la batterie, des percussions sur cet album duquel est tiré le succès Easy Lover.
- 1984 : Banded Together de Lee Ritenour - Phil Collins à la batterie sur Amaretto.
- 1984 : Do They Know It's Christmas de Bob Geldolf & Artistes variés - Band Aid - Phil Collins est à la batterie puis se joint aux chœurs du refrain.
- 1985 : Behind The Sun d'Eric Clapton - Phil Collins produit et joue de la batterie, des percussions, du synthétiseur et de l'orgue Hammond et chante dans les chœurs.
- 1985 : Sleeping with girls de Stephen Bishop - Phil Collins à la batterie sur Sleeping With Girls et Leaving The Hall Light On.
- 1985 : Mike & The Mechanics de Mike & The Mechanics - Phil Collins participe à la composition et l'écriture de la chanson A Call To Arms avec Mike Rutherford et Tony Banks.
- 1985 : Miami Vice - Original TV Soundtrack - Phil Collins prête son classique In The Air Tonight.
- 1986 : Inside Out de Philip Bailey - Phil Collins est à la batterie sur deux pièces et aux percussions sur une pièce.
- 1986 : No One Is To Blame de Howard Jones - Single produit par Phil Collins et Hugh Padgham - Phil Collins joue de la batterie et fait les chœurs.
- 1986 : When the wind blows - Artistes variés - Genesis prête la pièce The Brazilian pour ce film d'animation.
- 1986 : Network de Robert Fripp - Phil Collins est à la batterie sur North Star pour cet EP.
- 1986 : Destiny de Chaka Khan - Phil Collins à la batterie et aux chœurs sur Watching The World.
- 1986 : Press To Play de Paul McCartney - Phil Collins à la batterie et aux percussions sur Angry.
- 1986 : Break Every Rule de Tina Turner - Phil Collins à la batterie sur deux titres, Typical Male et Girls.
- 1986 : Miami Vice - Original TV Soundtrack - Phil Collins prête son classique Take Me Home.
- 1987 : Wild Connection avec Jack Lancaster & Gary Moore. - Réédition de Skinningrove bay parut en 1980.
- 1987 : Prince's Trust 10th Anniversary Brithday Party - Artistes variés - Phil Collins joue In The Air Tonight.
- 1987 : We Got The Magic du groupe Boys Don't Cry - Phil Collins est à la batterie sur ce single du groupe de l'ex-Flaming Youth Brian Chatton.
- 1987 : Loco In Acapulco des Four Tops - Phil Collins fait la production, co-écriture et les chœurs.
- 1987 : August d'Eric Clapton - Phil Collins joue de la batterie et produit.
- 1988 : Indestructible des Four Tops - Phil Collins produit.
- 1988 : The Prince's Trust Rock Concert 1988 - Phil Collins chante You Can't Hurry Love et Peter Gabriel est aussi présent sur Sledgehammer.
- 1988 : The Aims Gala - Royal Albert Hall - London. Phil Collins est présent sur six titres.
- 1989 : Journeyman de Eric Clapton - Phil Collins est à la batterie sur le titre Bad Love.
- 1989 : Bowling in Paris de Stephen Bishop - Phil Collins coproduit et joue sur quatre chansons sur cet album avec entre autres Ronnie Caryl, ex-Flaming Youth.
- 1989 : Prince's Trust - The Royal Concert - Artistes variés - Phil Collins chante et joue de la batterie sur In The Air Tonight et You've Lost That Loving Feeling et le medley.
- 1989 : The Seeds Of Love de Tears For Fears - Phil Collins est à la batterie sur la deuxième partie de la chanson Women In Chains, la première étant jouée par Manu Katché.
- 1990 : Knebworth - The Album  - Artistes variés - Phil Collins chante In The Air Tonight et Sussudio. Il est aussi avec Genesis pour Mama, Throwing It All Away plus le medley Turn It On Again qui réunit son groupe solo plus Genesis sur scène.
- 1990 : Passing through air de Kate Bush - Phil Collins joue de la batterie sur The Wedding List.
- 1991 : Two Rooms - Artistes variés - Phil Collins chante et joue de la batterie sur la pièce Burning down the mission sur cet album hommage à Elton John et Bernie Taupin.
- 1991 : Inside Seduction de Lamont Dozier - Phil Collins est à la batterie, chante et produit le single The Quiet's Too Loud.
- 1991 : 24 Nights d'Eric Clapton - Phil Collins au tambourin sur Sunshine Of Your Love.
- 1992 : Diamonds By The Yard d'Elliott Murphy - Phil Collins est à la batterie.
- 1992 : Couldn't Love You More de John Martyn - Phil Collins fait les chœurs sur la pièce Sweet Little Misery.
- 1993 : Harbour Lights de Bruce Hornsby - Phil Collins est aux percussions diverses sur quatre titres.
- 1993 : No Little Boy de John Martyn - Phil Collins est au chant sur trois titres.
- 1993 : Ways to cry de John Martyn - Phil Collins participe à cette chanson de John Martyn.
- 1993 : Hero de David Crosby - Phil Collins participe à l'écriture, chante et joue de la batterie sur cette chanson de l'album Thousand roads.
- 1994 : Leave A Light On de Ronnie Caryl - Phil Collins joue de la batterie sur quatre titres pour cet album solo de l'ex-guitariste de Flaming Youth.
- 1994 : In The House Of Stone & Light de Martin Page - Phil Collins joue de la batterie sur trois titres.
- 1994 : Grammy's Greatest Moments Volume One - Artistes variés - Phil Collins chante sa pièce Another day in paradise en compagnie de David Crosby.
- 1994 : A Tribute To Curtis Mayfield - Artistes variés - Phil Collins chante et joue de tous les instruments sur la pièce I've been trying.
- 1995 : Q's Jook Joint - Artistes variés - Phil Collins joue et chante sur la pièce Do Nothin' Till You Hear From Me sur cet album hommage à Quincy Jones.
- 1995 : Tonin de Manhattan Transfer - Phil Collins chante et joue sur la pièce Too Busy Thinking About My Baby.
- 1995 : Elixir de Fourplay - Phil Collins chante sa propre chanson Why Can't it Wait 'Til Morning.
- 1996 : The Songs Of West Side Story - Artistes variés - Phil Collins chante ce classique Somewhere.
- 1996 : And de John Martyn - Phil Collins joue de la batterie et fait les chœurs sur tout l'album.
- 1996 : The Awakening de Raphael Rudd & Peter Townshend - Phil Collins joue de la batterie sur quatre pièces. Avec aussi Annie Haslam.
- 1997 : The Best Of Fourplay de Fourplay - Why Can't it Wait 'Til Morning.
- 1998 : Live And Learn de Daryl Stuermer - Phil Collins fait les chœurs sur Long Distance Love.
- 1998 : In My Life de George Martin - Phil Collins chante et joue de la batterie sur ce pot-pourri tiré de l'album Abbey Road des Beatles, Golden Slumbers/Carry That Weight/The End.
- 1999 : L.A. Jazz Syndicate Volume 2 de L.A. Jazz Syndicate - Phil Collins est choriste sur quatre pièces, L.A. Smooth, Nocturnal Mood, Time To Say Goodbye, et une reprise de sa chanson Another day in paradise.
- 1999 : First Things 1st de Ricky Lawson - Phil Collins aux percussions et participe à la composition de la pièce Sweet Love avec le bassiste Nathan East.
- 2001 : Urban Renewal - Artistes Variés - Sampling de la chanson In The Air Tonight, ici rebaptisé In The Air Tonite avec Lil' Kim pour cet album hommage, qui a été élu par le magazine Q, comme étant le numéro 3 des « 50 pires albums de tous les temps ». À l'exception du sample de la chanson In The Air Tonight, Phil Collins n'est pas présent sur cet album
- 2002 : One Step At A Time de Ronnie Caryl - Phil Collins fait les chœurs sur How Can It Be Right ?.
- 2002 : Party at the Palace : The Queens’s Concerts, Buckingham Palace - Artistes variés : Phil Collins chante You Can't Hurry Love puis il accompagne d'autres artistes dont Ozzy Osbourne et Tony Iommi sur Paranoid ainsi que Queen sur Radio GaGa, We Will Rock You et We Are The Champions pour ce concert en l'honneur de la reine Élisabeth II.
- 2003 : Teach Me Tonight de Sylvano Basan Trio - Phil Collins est choriste sur la chanson I Wish I Knew
- 2003 : Circa 1990 d'Arnold McCuller - Phil Collins à la batterie.
- 2006 : Tarzan - The Broadway Musical - Artistes variés - Phil Collins a écrit et réalisé la musique de ce spectacle sur Broadway, en plus d'écrire cinq nouvelles chansons qui n'étaient pas dans le film de 1999, il y interprète aussi la dernière chanson de l'album Everything That I Am.
- 2006 : Nine Lives de Robert Plant - Coffret de neuf CD.
- 2008 : U Catastrophy de Simon Collins - Phil Collins joue un duo de batterie avec son fils Simon Collins sur la pièce Big Bang, aussi présent sur ce disque Steve Hackett sur la pièce Fast Forward The Future.
- 2010 : Live at Knebworth Deluxe Edition - Réédition - Boîtier 2 CD + 2 DVD. - Inclut le concert complet avec Phil Collins & The Serious Band avec Genesis & The Phœnix Horns, pour le Medley Turn it on again : Turn It On Again, Everybody Needs Somebody To Love, Reach Out I'll Be There, Pinball Wizard, In The Midnight Hour & Turn it on again Reprise.
- 2013 : Under The Influence de Straight No Chaser - Phil Collins est choriste sur une de ses compositions  Against All Odds (Take A Look At Me Now).
- 2013 : Golden Slumbers: A Father's Love - Artistes variés - Phil Collins sur You Touch My Heart.
- 2017 : Reverence de Nathan East - Avec Phil Collins à la batterie sur la chanson Serpentine Fire.

### Sous Freehold
Avec John « Fluff » Hunt (guitare, chant), Les Mannering (basse, chant), Jeff Slater (chant, tambourin), Phil Collins (batterie, chant)
- 1968 : Lying, Crying, Dying/The Sandman : single : Phil Collins joue de la batterie et chante sur cette pièce enregistrée au Regent Sounds Studios en 1968, inédit.

### Sous Hickory
La formation est la même que pour Flaming Youth puisque le groupe s'appelait ainsi avant de changer de nom.
- Les futurs Flaming Youth enregistrent un single sur CBS Records en 1969.
- 1969 : Green Light/The Key.

### Sous Flaming Youth
Avec Brian Chatton (claviers, chant), Ronnie Caryl (guitare, chant), « Flash » Gordon Smith (basse, chant), Phil Collins (batterie, chant)

#### Singles
- 1969 : Guide Me Orion/From Now On (Immortal Invisible)
- 1969 : Man, Woman & Child/Drifting
- 1969 : From Now On (Immortal Invisible)/Space Child

#### EP
- 1969 : Guide me Orion/Earthglow/Pulsar/From now on (Immortal Invisible
- 1970 : If Six Was Nine (Hendrix/Guide Me Orion (Flaming Youth)/Had To Cry Today (Blind Faith)/Saw Mill Gulch Road (J. Mayall)

#### Albums
- 1969 : Ark 2

### Sous Genesis

#### Albums studio
- 1971 : Nursery Cryme (comme batteur et choriste)
- 1972 : Foxtrot (comme batteur et choriste)
- 1973 : Selling England by the Pound (comme batteur et choriste)
- 1974 : The Lamb Lies Down on Broadway (comme batteur et choriste)
- 1976 : A Trick of the Tail (comme chanteur et batteur)
- 1977 : Wind and Wuthering  (comme chanteur et batteur)
- 1978 : ...And Then There Were Three...  (comme chanteur et batteur)
- 1980 : Duke (comme chanteur et batteur)
- 1981 : Abacab (comme chanteur et batteur)
- 1983 : Genesis (comme chanteur et batteur)
- 1986 : Invisible Touch (comme chanteur et batteur)
- 1991 : We Can't Dance (comme chanteur et batteur)

#### Albums live
- 1973 : Genesis Live (en tant que batteur et choriste)
- 1977 : Seconds Out
- 1982 : Three Sides Live
- 1992 : The Way We Walk
- 2007 : Live Over Europe

#### Compilations
- 1991 : Turn It on Again - Best of '81-'83
- 1998 : Genesis Archive 1967-75 - Boîtier de 4 CD couvrant l'époque Peter Gabriel, contient l'entièreté de Lamb lies down on Broadway enregistré en concert, ainsi que des versions aussi enregistrées en concert, des faces B de singles et des pièces démos du premier album From Genesis to Revelation.
- 1999 : Turn It On Again: The Hits
- 1999 : Turn It On Again : The Tour Edition - 2 CD
- 2000 : Genesis Archive 2: 1976–1992 - Boîtier de 3 CD couvrant la période Phil Collins allant de l'album A trick of the tail jusqu'à We can't dance avec des inédits, des faces B de singles et des versions 12" remix de certains de leurs succès.
- 2004 : Platinum Collection - 3 CD
- 2007 : Genesis 1976–1982 - Boîtier de 6 CD + 6 DVD publié le 6 avril 2007 en Europe et le 15 mai 2007 en Amérique. Il contient les albums de la première période Phil Collins allant de A trick of the tail à Abacab + des pièces tirées de singles.
- 2007 : Genesis 1983–1998 - Boîtier de 5 CD + 6 DVD publié le 1er octobre 2007 en Europe et le 20 novembre 2007 en Amérique. Contient les albums de la deuxième partie de la période Phil Collins + Ray Wilson, de Genesis à Calling all stations + des faces B de singles.
- 2008 : Genesis 1970–1975 - Boîtier de 7 CD + 6 DVD publié le 10 novembre 2008 en Europe et le 11 novembre 2008 en Amérique et contient les albums de la période Peter Gabriel de Trespass (avec John Mayhew à la batterie) à The Lamb lies down on Broadway avec Phil Collins en tant que batteur + des inédits.
- 2009 : Genesis Live 1973–2007 - Boîtier 8 CD + 3 DVD. Contient les albums Genesis Live, Seconds Out, Three sides Live, The Way We Walk et Live at The Rainbow.
- 2014 : R-Kive : 3 CD - Compilation de titres de Genesis (8 avec Gabriel chanteur, 14 avec Collins chanteur), et de ses membres en solos (3 titres de Gabriel, 3 de Hackett, 3 de Banks, 3 de Collins et 3 de Mike & The Mechanics).

#### Vidéos
- 1982 : Three Sides Live (VHS)
- 1985 : The Mama Tour (VHS)
- 1988 : Genesis Videos - Volume 1 (VHS)
- 1988 : Genesis Videos - Volume 2 (VHS)
- 1988 : Genesis Invisible Touch Tour (VHS + CD 2 titres)
- 1990 : Knebworth - The Event Vol 3 (VHS, 4 titres de Genesis)
- 1991 : Genesis - A History (VHS)
- 1993 : The Way We Walk (VHS)
- 2001 : The Way We Walk (DVD)
- 2001 : The Genesis Songbook
- 2002 : The Way We Walk – Live in Concert (version 2 DVD)
- 2004 : The Video Show
- 2004 : Live At Wembley Stadium (1987)
- 2005 : Inside Genesis - 1970 - 1975
- 2005 : The Video Show
- 2006 : Genesis six hours Live - 1972 - 1980 (2 DVD)
- 2006 : Genesis - Reflections
- 2006 : Genesis Total Rock Review
- 2006 : The Gabriel Era  (2 DVD + 1 livre)
- 2006 : The Ultimate Review (3 DVD)
- 2006 : The Definitive Critical Review  (2 DVD)
- 2007 : Genesis Live In London 1980
- 2007 : Turning It On Again (3 DVD)
- 2007 : Up, Close & Personal (avec un livre).
- 2007 : Genesis In Their Own Words (avec un livre)
- 2007 : Genesis - Play It Again and Turn Us On Too (live 2007 et 1992)
- 2008 : Genesis Afterglow (2 DVD)
- 2008 : When in Rome 2007 (3 DVD)
- 2008 : Remember Knebworth 1978 Featuring Genesis
- 2008 : Turning It On Again - 40th Anniversary Edition (3 DVD)
- 2009 : Genesis The Movie Box (5 DVD)
- 2010 : Live at Knebworth : Deluxe Edition (2 DVD, artistes divers)
- 2014 : Sum of the parts

#### EP
- 1977 : Spot the Pigeon (maxi 45T - 3 titres : Match Of The Day, Pigeons et Inside & Out) (Banks, Rutherford, Hackett, Collins)
- 1982 : 3x3 (maxi single - 3 titres : Paperlate, You Might Recall et Me & Virgil)

### Brand X

#### Albums studio
- 1976 : Unorthodox Behaviour
- 1977 : Moroccan Roll
- 1979 : Product
- 1980 : Do They Hurt ?
- 1982 : Is There Anything About?

#### Albums en concert
- 1977 : Livestock : Phil Collins joue sur 3 titres. Les autres sont jouées par Kenwood Dennard.
- 1995 : Live at the Roxy - L.A.
- 1999 : The X-Files
- 2015 : Live from Ronnie Scotts - EP trois titres avec Phil Collins à la batterie.

#### Compilations
- 1986 : Xtrax
- 1992 : The Plot Thins - A History Of Brand X
- 1996 : Brand X Featuring Phil Collins - Why Should I Lend You Mine
- 1997 : A History 1976 - 1980
- 1997 : Missing Period
- 1998 : The X-Files: A 20 Year Retrospective - Album Double.
- 2003 : Trilogy (Boîtier 3 CD)
- 2003 : Macrocosm : Introducing Brand X
- 2014 : Nuclear Burn (Boîtier 4 CD)

## Instruments et musiciens
Sur ses albums, Phil Collins en plus de chanter joue des instruments suivants : batterie, percussions, piano, synthétiseurs, Drum Machine (1981, 1984, 1993), batterie électronique Simmons (1984), vocoder (1981, 1985), pédale basse (1982), guitare (1993, 1996, 2010), basse (1985, 1993, 2010), kalimba (1985, 1996).
Phil Collins a employé de nombreux musiciens sur ses albums dont les plus réguliers sont : Daryl Stuermer (guitariste et bassiste de Genesis en concert), Ronnie Caryl (ancien guitariste du groupe Flaming Youth), Leland Sklar et Nathan East (basse), J. Peter Robinson et Brad Cole (claviers), The Phenix Horns et The Vine Street Horns (cuivres), Arnold McCuller et Ami Keys (chœurs).  Il aussi invité des célébrités telles qu' Eric Clapton (guitare), Sting (chant), Peter Gabriel (1er chanteur de Genesis), David Crosby (chœurs) et Steve Winwood (orgue Hammond).

## Concerts
En dehors de Genesis, Phil Collins se produit en concert au cours de différentes tournées qui font essentiellement suite à la sortie d'un album, excepté après la sortie de Face Value qui ne donne lieu qu'à une demi-douzaine de mini-concerts où Phil interprète In The Air Tonight, parfois complété par The Roof is Leaking. Entre 2017 et 2019, Phil Collins part également en tournée sans qu'aucun nouvel album ne soit enregistré.
En dehors de ces tournées, Phil Collins donne également quelques concerts ou mini concerts (1 à 10 titres interprétés) dans le cadre d'événements ou d'émissions de télévision : en 1986, 1987, 1988, 1991, 1996, 1998, 1999, 2000, 2006, 2008, 2014 et 2016.
En particulier, le 1er décembre 1998 à l'Arena de Genève, Phil participe à un concert de charité dans un groupe formé, entre autres, des anciens tennismen Yannick Noah au chant et John McEnroe à la guitare et au chant. Uniquement à la batterie avec son fils Simon, Phil y interprète des standards du rock : Saga Africa, Hey Joe, Purple Haze, Bad Case of Loving You (Doctor, Doctor) (en), Johnny B. Goode, Are You Gonna Go My Way, Give It to Me?, et In the Air Tonight en version reggae chantée par Yannick Noah,.

### Titres et dates des tournées
- Hello, I Must Be Going Tour (novembre 1982 à août 1983)
- No Jacket Required World Tour (février à juin 1985)
- Seriously, Live! World Tour (février à octobre 1990)
- Both Sides of the World Tour (février 1994 à mai 1995)
- Trip into the Light World Tour (février à décembre 1997)
- Big Band Jazz Tour (octobre à décembre 1998)
- Testitfy Promotional Tour (octobre 2002 à décembre 2003)
- First Final Farewell Tour (janvier 2004 à février 2005)
- Up Close & Personal: Phil Collins Plays 60's Motown & Soul (juin à juillet 2010)
- Not Dead Yet Tour (juin 2017 à octobre 2018)
- Still Not Dead Yet Tour (janvier à octobre 2019)

### Instruments et musiciens
En concert, Phil Collins chante parfois en s'accompagnant d'un piano ou d'un tambourin, et joue de la batterie, seul ou accompagné d'un autre batteur. Cependant il chante et ne joue de la batterie que quelquefois simultanément, comme dans le final de In The Air Tonight, car selon ses déclarations : « c'est plutôt ennuyeux pour le public de voir un chanteur à la batterie pendant plus de deux heures. C'est aussi difficile de réellement interpréter une chanson avec conviction quand on joue de la batterie en même temps ». Alors, la plupart du temps c'est pendant de longs passages instrumentaux que Phil retrouve sa batterie. Ces derniers étant plus rares en solo que dans Genesis, Phil  Collins joue plus de batterie avec le groupe qu'en solo.
Les concerts de Phil Collins incorporent un duo de batterie (sans les autres musiciens) qu'il réalisait déjà dans Genesis, avec Bill Bruford, puis Chester Thompson, lequel participe également à plusieurs tournées de Phil Collins. Le duo se transforme parfois en trio, lorsque le percussionniste Luis Conte fait partie des musiciens.
Sur scène, Phil Collins est accompagné d'un guitariste (dans toutes les tournées Daryl Stuermer, qui accompagne aussi Genesis à la guitare et à la basse), d'un bassiste (Mo Foster, Leland Sklar ou Nathan East), d'un batteur (Chester Thompson ou Ricky Lawson, puis son fils Nic Collins), d'un claviériste (J. Peter Robinson, puis Brad Cole), d'une section de cuivres (The Phenix Horns, puis the Vine Street Horns), puis à partir de 1990 de trois ou quatre choristes (les plus réguliers étant Arnold McCuller et Ami Keys), et à partir de 1997 du percussionniste Luis Conte et d'un guitariste rythmique, Ronnie Caryl, son ancien compère dans Flaming Youth. On retrouve pratiquement tous ces musiciens sur les albums studio de Phil, sauf sur l'album Both sides sur lequel Phil est seul.

## Filmographie

### Cinéma
- 1964 : Quatre Garçons dans le vent (A Hard Day's Night) de Richard Lester : Phil Collins joue un jeune fan dans la foule pendant une performance des Beatles, mais la scène n'a finalement pas été retenue.
- 1967 : Calamity The Cow de David Eastman : Phil Collins est Mike Lucas.
- 1968 : Chitty Chitty Bang Bang de Walt Disney avec Dick Van Dike, Gert Fröbe et Desmond Llewelyn. Phil Collins a un petit rôle dans ce film, mais la scène a été coupée au montage.
- 1988 : Buster de David Green (en) avec Julie Walters : à propos de l'attaque du train postal Glasgow-Londres en 1963, Phil Collins tient le rôle-titre de Bruce « Buster » Edwards.
- 1991 : Hook de Steven Spielberg : Phil Collins apparaît brièvement moustachu en tant que l'inspecteur Good après la disparition des enfants.
- 1993 : Frauds de Stephan Elliott : Phil Collins joue le rôle de Roland Copping avec Hugo Weaving dans ce film qui fut en compétition pour la Palme d'or au Festival de Cannes.
- 1993 : Les Soldats de l'espérance (And The Band Played On) du journaliste Randy Shilts. Pour ce film à la distribution impressionnante qui traite de la naissance de l'ébola et du sida, Phil Collins joue le personnage de Eddie Papasano, un propriétaire de sauna.
- 1995 : Balto : Phil Collins prête sa voix aux personnages de Muk et Luk, deux petits ours polaires.
- 2003 : Le Livre de la jungle 2 : Phil Collins prête sa voix au personnage de Lucky.

### Court métrage
- 1994 : Calliope - Court métrage de 15 minutes dans lequel Phil Collins joue Jackson Dover, un auteur de romans noirs qui a créé une femme fatale qu'il nomme Calliope, pour son prochain roman qui doit être adapté pour le cinéma et qui finit par prendre vie dans la réalité. Les autres acteurs sont Martin Jarvis dans le rôle de l'agent littéraire de Dover, Richard E. Grant joue le réalisateur et Michael Winner est le producteur et, finalement, Nicola Kidd dans le rôle-titre.

### Séries télévisées
- 1965 : R 3 : avec entre autres, l'acteur Oliver Reed. Phil Collins joue Terry dans un épisode en 1965.
- 1985 : Deux Flics à Miami : série de Michael Mann, avec Don Johnson et Philip Michael Thomas. Dans la saison 2 épisode 12 : Phil Collins devient Phil The Shill Mayhew.
- 1986 : The Two Ronnies : émission humoristique avec, entre autres, des membres du Monty Python Flying Circus. Phil Collins y a fait deux apparitions.
- 1988 : Mickey's 60th birthday : spécial télé sur Mickey Mouse. Lui-même.
- 1988 : The return of Bruno : lui-même. Avec Bruce Willis, Jon Bon Jovi, Michael J. Fox, Elton John, Joan Baez, Billy Graham.
- 1996 : New York Undercover : saison 3 épisode 10 : lui-même
- 2001 : Brass Eye : Phil Collins joue un bénévole durant une campagne de sensibilisation anti-pédophilie.
- 2001 : The Kumars at No.42 : saison 0 épisode 4 : lui-même.
- 2003 : Whoopi : saison 1 épisode 9 : Sticky Fingers, en français : Qui vole un œuf vole un bœuf : lui-même.
- 2008 : The Naked Brothers Band : Phil Collins fait un rapide caméo.

### Téléfilm
- 1993 : Comic Relief: The Invasion of the Comic Tomatoes Avec entre autres, Michael Caine, John Cleese, Rowan Atkinson en Mr Bean, Kenneth Branagh, Sean Connery, le coureur automobile David Coulthard, etc. Phil Collins joue une nurse dans un épisode de cette série d'humour britannique dans le plus pur style Monty Python's Flying Circus. Puis pour un autre sketch dans lequel il chercher à jouer sa chanson fétiche In the air tonight, son piano s'écroule, puis dans un deuxième sketch alors qu'il chante I can feel it coming in the air tonight, une botte géante tombe sur son piano, détruisant celui-ci. Puis pour la dernière partie du même sketch, alors qu'il commence sa pièce One more night, cette fois c'est une armure qui tombe sur le piano avec le même résultat.

### Vidéographie
- 1983 : Live at Perkins Palace - Une performance de la tournée Hello I Must Be Going (VHS et Laserdisc uniquement)
- 1983 : Phil Collins (3 titres, VHS et Laserdisc)
- 1985 : No Ticket Required - Une performance de la tournée No Jacket Required
- 1985 : No Ticket Required EP - Vidéo-clips tirés de l'album No Jacket Required (VHS et Laserdisc uniquement)
- 1989 : The Singles Collection - 14 vidéo-clips de Phil
- 1990 : Knebworth - The Event Vol 1 (VHS, 2 titres de Phil Collins & The Serious Band)
- 1990 : Seriously Live in Berlin - Une performance de la tournée ... but seriously
- 1990 : Serious Hits... Live - Un concert à Berlin pour la tournée ...but seriously Coffret 2 DVD
- 1992 : ...but Seriously The Videos - Collection de vidéos tirés de l'album ... but seriously
- 1994 : A Closer Look – Both Sides Tour '94 - Documentaire sur la tournée Both Sides
- 1997 : Live and Loose in Paris - Concert au Théâtre omnisports de Paris
- 1997 : Music For Montserrat 1997 - Artistes variés - Concert donné au Royal Albert Hall le 15 septembre 1997
- 1999 : Face Value - The Making of... - Documentaire sur le making of de son premier album solo
- 1999 : 24 Nights - Eric Clapton Avec Michael Kamen, Greg Phillinganes et Ray Cooper.
- 2000 : Live and Loose in Paris - Performance enregistrée à Paris en 1997 pour la tournée Trip Into The Light
- 2000 : Phil Collins Singles Collection - Vidéo-clips
- 2002 : Party at The Palace - The Queen's Concerts, Buckingham Palace - Concert pour le Jubilé d'Or de la reine Élisabeth II, pour lequel Collins, en plus d'une performance en solo, accompagne à peu près tout le monde, de Black Sabbath à Eric Clapton et Paul McCartney, etc.
- 2003 : A Life Less Ordinary - Documentaire biographique
- 2003 : Phil Collins All Live - Concert donné le 29 mai 1985 au Reunion Arena à Dallas, Texas
- 2003 : Serious Hits... Live - Reportage filmé en 1990 en Allemagne de la tournée ...but seriously
- 2004 : Finally... The First Farewell Tour - Enregistrement d'un concert à Paris - Boîtier 2 DVD
- 2004 : Hits Live - 1990 - 1997 - Compilation de concerts. Inclut le CD.
- 2004 : Salute to Buddy Rich - Featuring Phil Collins, Dennis Chambers, Steve Smith & The Buddy Rich Band
- 2005 : The Who : Tommy & Quadrophenia Live With Special Guests - Concert des Who avec Phil Collins dans le rôle de l'oncle Ernie pour Tommy. Boîtier 3 DVD
- 2005 : Live Aid - Coffret quadruple DVD pour le 20e anniversaire de ce concert caritatif, pendant lequel Phil Collins donna une performance à Londres seul au piano et avec Sting, prit le Concorde qu'il paya à ses frais pour aller jouer à Philadelphie avec Eric Clapton et il assista aussi Led Zeppelin en compagnie du batteur Tony Thompson.
- 2006 : Eric Clapton - Live at Montreux 1986 - Comme le titre l'indique, concert de Clapton à Montreux en 1986 avec Phil Collins comme batteur. Nathan East à la basse et Greg Phillinganes aux claviers sont les autres musiciens accompagnant Clapton.
- 2007 : The Long Goodnight – A Film About Phil Collins - Film-documentaire du réalisateur Anthony Mathile sur la dernière tournée de Phil Collins avant sa retraite.
- 2008 : Live at Fukuoka Dome - Concert au Fukuoka Dome au Japon.
- 2010 : Live at Knebworth : Deluxe Edition (2 DVD, artistes divers)
- 2010 : PHIL COLLINS MTV Unplugged 1994 & One Night Only 2010 - DVD double contenant d'abord le concert acoustique MTV UNPLUGGED 08/30/1994 sur le réseau MTV puis le deuxième DVD présente ONE NIGHT ONLY 09/18/2010 pour lequel il joue des pièces de son album Going Back en 2010.
- 2010 : Going Back – Live at Roseland Ballroom, NYC - Concert après la sortie de l'album Going Back avec The Funk Brothers : Eddie Willis et Ray Monette à la guitare ainsi que Bob Babbitt à la basse, Daryl Stuermer aussi à la guitare et Chester Thompson à la batterie.
- 2010 : Flaming Youth Ark 2 TV 1970 - Archives européennes télévisées du groupe de Phil Collins avant Genesis
- 2012 : Phil Collins Live at Montreux 2004 - Concert donné pendant la tournée First Final Farewell Tour de 2004, contient aussi un bonus du concert donné par le Phil Collins Big Band en 1996 à Montreux.

## Livres
En 2007, une autobiographie de Genesis est publiée : Genesis : Toute L'Aventure. Titre original anglais : Genesis Chapter and Verse. Phil Collins y mêle ses souvenirs de la vie du groupe à ceux des autres membres : Peter Gabriel, Steve Hackett, Michael Rutherford et Anthony Banks. Le document est illustré de plusieurs centaines de photos et retrace les trente années de carrière du groupe ponctuées de la sortie des trente albums et de nombreuses tournées mondiales.
En 2012, l'ancien chanteur de Genesis fait éditer The Alamo and Beyond: A Collector's Journey, un livre agrémenté de photos de Ben Powell, un photographe texan. Cet ouvrage contient aussi des dessins de l'artiste Gary Zaboly, ainsi qu'un essai d'historiens texans, Bruce Winders, Don Frazier, et Stephen Hardin. Collins a toujours été passionné par tout ce qui touche cette portion de l'histoire américaine, fort Alamo en particulier. Les émissions de télévision comme Davy Crockett et King of the Wild Frontier l'attiraient lorsqu'il était jeune. Plus tard, il a reçu en cadeau une selle qui a appartenu à un des défenseurs du fort Alamo. À partir de ce moment, il s'est mis à collectionner tout ce qui touchait de près ou de loin à cette partie de l'histoire américaine.
En 2016, Phil Collins sort de sa retraite et publie son autobiographie intitulée Not dead yet. Il y raconte ses succès, avec Genesis et en solo, et décrit les moments difficiles auxquels il a fait face tout au long de sa vie passée : échecs professionnels, alcoolisme, maladie, divorces, etc. Il se livre en révélant certaines conséquences de sa célébrité sur sa vie privée,.

## Groupes et albums hommage
Plusieurs groupes hommages se produisent en concert en reprenant le répertoire de Phil Collins, dont :
- Still Collins : groupe allemand créé en 1995, très célèbre dans son pays. Le chanteur ayant un timbre similaire à celui de Phil Collins[95],[96], le répertoire du groupe est axé sur la période pop-rock de Genesis avec Phil Collins dont il reprend également des titres de sa carrière solo. Cependant Still Collins joue parfois le répertoire du milieu des années 1970 de Genesis, ainsi que certaines chansons de Peter Gabriel et de Mike + The Mechanics.
- And Finally : groupe britannique de douze musiciens créé en 2009 qui a déjà joué en France[97],[98],[99].
- The Musical Box : groupe québécois en hommage à Genesis, époque Peter Gabriel et Phil Collins. Un des musiciens de ce groupe, Martin Levac, a entreprit une carrière solo durant laquelle il a fait des tournées en chantant des succès de Phil. Il joue la batterie et il chante, il ressemble aussi beaucoup à Phil. Il a d'ailleurs publié trois albums sur lesquels il reprend des chansons de Genesis en version jazz, dans la série A Visible Jazz Touch Of Genesis :
  - 2011 : A Visible Jazz Touch of Genesis de Martin Levac : Premier album de ce chanteur canadien, ancien batteur du groupe hommage à Genesis The Musical Box. Il reprend des succès de Genesis en version jazz, on y retrouve des chansons telle que Turn It On Again, For Absent Friends, A Trick Of The Tail, Mama, etc en version complètement retravaillée.
  - 2013 : A Visible Jazz Touch of Genesis Live de Martin Levac : Série de concerts durant lesquels Martin nous offre des chansons jouées en live de succès tels que Follow You Follow Me, No Reply At All, I Can't Dance, I Know What I like.
  - 2018 : A Visible Jazz Touch Of Genesis Vol. 3 du Martin Levac Trio : On retrouve sur ce plus récent album de Martin les chansons Jesus He Knows me, In too deep, un vieux medley incluant ( Dancing with the Moonlit Knight - Dance on a Volcano - The Lamb lies down on Broadway - The Musical Box - Firth of fifth- Squonk - Misunderstanding) et finalement Tonight Tonight Tonight.